# Specie di Rhododendron
Elenco delle specie di Rhododendron

## A
- Rhododendron aberconwayi Cowan
- Rhododendron abhayae L.K.Rai
- Rhododendron abietifolium Sleumer

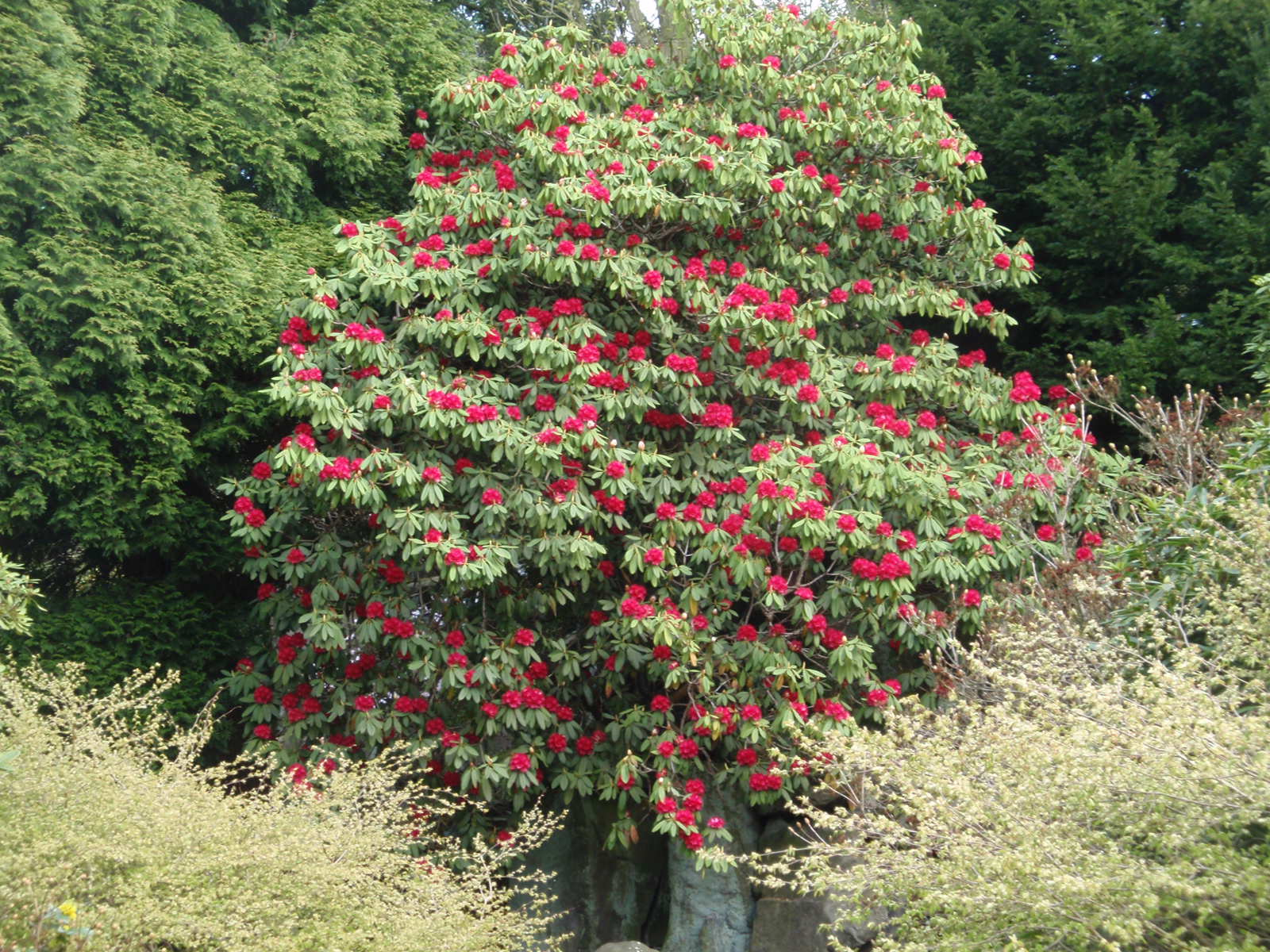
Rhododendron arborescens

- Rhododendron acrophilum Merr. & Quisumb.
- Rhododendron acuminatum Hook.f.
- Rhododendron adamsii Rehder
- Rhododendron adenanthum M.Y.He
- Rhododendron adenobracteum X.F.Gao & Y.L.Peng
- Rhododendron adenogynum Diels
- Rhododendron adenopodum Franch.
- Rhododendron adenosum (Cowan & Davidian) Davidian
- Rhododendron adinophyllum Merr.
- Rhododendron aequabile J.J.Sm.
- Rhododendron aeruginosum Hook.f.
- Rhododendron afghanicum Aitch. & Hemsl.
- Rhododendron aganniphum Balf.f. & Kingdon-Ward
- Rhododendron × agastum Balf.f. & W.W.Sm.
- Rhododendron agathodaemonis J.J.Sm.
- Rhododendron alabamense Rehder
- Rhododendron albertsenianum Forrest ex Balf.f.
- Rhododendron albiflorum Hook.
- Rhododendron alborugosum Argent & J.Dransf.
- Rhododendron albrechtii Maxim.
- Rhododendron album Blume
- Rhododendron alternans Sleumer
- Rhododendron alticola Sleumer
- Rhododendron alutaceum Balf.f. & W.W.Sm.
- Rhododendron amagianum (Makino) Makino ex H.Hara
- Rhododendron amakusaense (K.Takada ex T.Yamaz.) T.Yamaz.
- Rhododendron amandum Cowan
- Rhododendron ambiguum Hemsl.
- Rhododendron amesiae Rehder & E.H.Wilson
- Rhododendron × amoenum (Lindl.) Planch.
- Rhododendron amundsenianum Hand.-Mazz.
- Rhododendron anagalliflorum Wernham
- Rhododendron andrineae Danet
- Rhododendron angiense J.J.Sm.
- Rhododendron angulatum J.J.Sm.
- Rhododendron annae Franch.
- Rhododendron anthopogon D.Don
- Rhododendron anthopogonoides Maxim.
- Rhododendron anthosphaerum Diels
- Rhododendron anwheiense E.H.Wilson
- Rhododendron aperantum Balf.f. & Kingdon-Ward
- Rhododendron apiense Argent
- Rhododendron apoanum Stein
- Rhododendron apradae U.Rai & Lama
- Rhododendron araiophyllum Balf.f. & W.W.Sm.
- Rhododendron arborescens (Pursh) Torr.
- Rhododendron arboreum Sm.
- Rhododendron archboldianum Sleumer
- Rhododendron ardii Hutabarat, Mambrasar & Mustaqim
- Rhododendron arenicola Sleumer
- Rhododendron arfakianum Becc.
- Rhododendron argipeplum Balf.f. & R.E.Cooper
- Rhododendron argyrophyllum Franch.
- Rhododendron arizelum Balf.f. & Forrest
- Rhododendron armitii F.M.Bailey
- Rhododendron arunachalense D.F.Chamb. & Rae
- Rhododendron asperrimum Sleumer
- Rhododendron asperulum Kingdon-Ward
- Rhododendron asperum J.J.Sm.
- Rhododendron assamicum W.Bull
- Rhododendron asterochnoum Diels
- Rhododendron atjehense Sleumer
- Rhododendron atlanticum (Ashe) Rehder
- Rhododendron atrichum Argent
- Rhododendron atropunicum H.P.Yang
- Rhododendron atropurpureum Sleumer
- Rhododendron atrovirens Franch.
- Rhododendron augustinei Hemsl.
- Rhododendron aureodorsale (W.P.Fang ex J.Q.Fu) Y.P.Ma & J.Nielsen
- Rhododendron aureum Georgi
- Rhododendron auriculatum Hemsl.
- Rhododendron aurigeranum Sleumer
- Rhododendron auritum Tagg
- Rhododendron austrinum (Small) Rehder
- Rhododendron awatosaense Minamit. & Yonek.

## B
- Rhododendron bachii H.Lév.

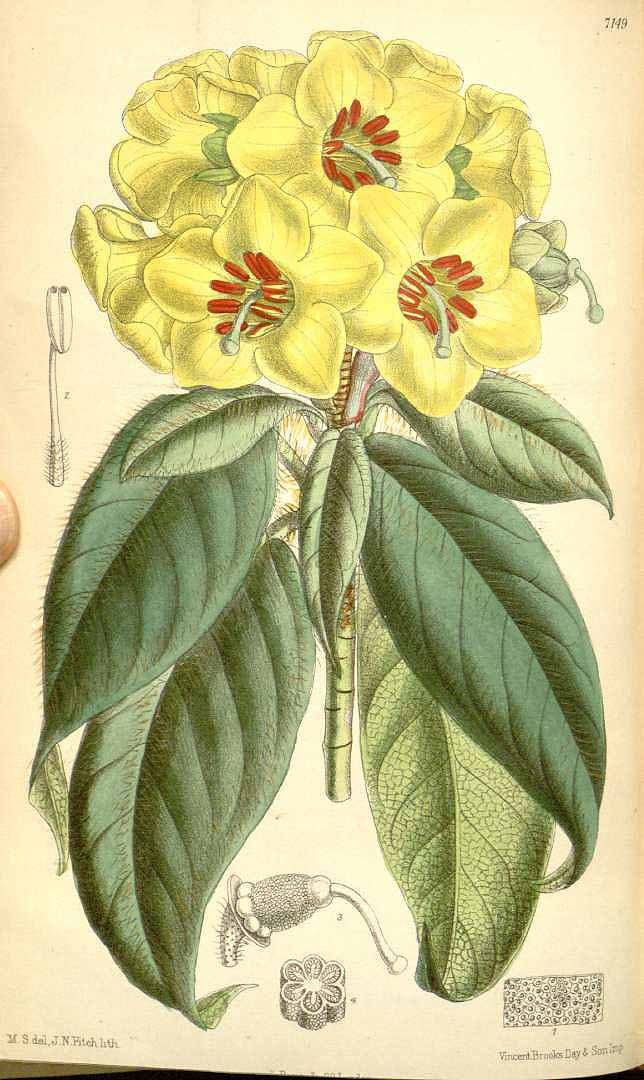
Rhododendron boothii

- Rhododendron baconii Argent, A.Lamb & Phillipps
- Rhododendron baenitzianum Lauterb.
- Rhododendron bagobonum H.F.Copel.
- Rhododendron baihuaense Y.P.Ma
- Rhododendron baileyi Balf.f.
- Rhododendron bailiense Y.P.Ma, C.Q.Zhang & D.F.Chamb.
- Rhododendron bainaense Xiang Chen & C.H.Yang
- Rhododendron bainbridgeanum Tagg & Forrest
- Rhododendron × bakeri (W.P.Lemmon & McKay) H.H.Hume
- Rhododendron balangense W.P.Fang
- Rhododendron balfourianum Diels
- Rhododendron bamaense Z.J.Zhao
- Rhododendron banghamiorum (J.J.Sm.) Sleumer
- Rhododendron barbatum Wall. ex G.Don
- Rhododendron barkamense D.F.Chamb.
- Rhododendron basilicum Balf.f. & W.W.Sm.
- Rhododendron × bathyphyllum Balf.f. & Forrest
- Rhododendron beanianum Cowan
- Rhododendron beccarii Sleumer
- Rhododendron beesianum Diels
- Rhododendron bellissimum D.F.Chamb.
- Rhododendron benhallii Craven
- Rhododendron benomense Rafidah & A.C.Elliott
- Rhododendron beyerinckianum Koord.
- Rhododendron bhutanense D.G.Long & Bowes Lyon
- Rhododendron biappendiculatum Craven
- Rhododendron bijiangense T.L.Ming
- Rhododendron bivelatum Balf.f.
- Rhododendron blackii Sleumer
- Rhododendron bloembergenii Sleumer
- Rhododendron boninense Nakai
- Rhododendron bonvalotii Franch.
- Rhododendron boothii Nutt.
- Rhododendron borneense (J.J.Sm.) Argent, A.Lamb & Phillipps
- Rhododendron brachyantherum Warb. ex P.Sarasin & Sarasin
- Rhododendron brachyanthum Franch.
- Rhododendron brachycarpum D.Don ex G.Don
- Rhododendron brachygynum H.F.Copel.
- Rhododendron brachypodarium Sleumer
- Rhododendron brachypodum W.P.Fang & P.S.Liu
- Rhododendron bracteatum Rehder & E.H.Wilson
- Rhododendron brassii Sleumer
- Rhododendron brentelii Argent
- Rhododendron brevicaudatum R.C.Fang & S.S.Chang
- Rhododendron brevinerve Chun & W.P.Fang
- Rhododendron breviperulatum Hayata
- Rhododendron brevipes Sleumer
- Rhododendron brevipetiolatum M.Y.Fang
- Rhododendron bryophilum Sleumer
- Rhododendron bullifolium Sleumer
- Rhododendron bulu Hutch.
- Rhododendron × bungonishikii Komatsu
- Rhododendron bureavii Franch.
- Rhododendron bureavioides Balf.f.
- Rhododendron × burjaticum Malyschev
- Rhododendron burmanicum Hutch.
- Rhododendron burttii P.Woods
- Rhododendron buruense J.J.Sm.
- Rhododendron buxifolium H.Low ex Hook.f.
- Rhododendron buxoides Sleumer

## C
- Rhododendron caesium Hutch.
- Rhododendron caespitosum Sleumer

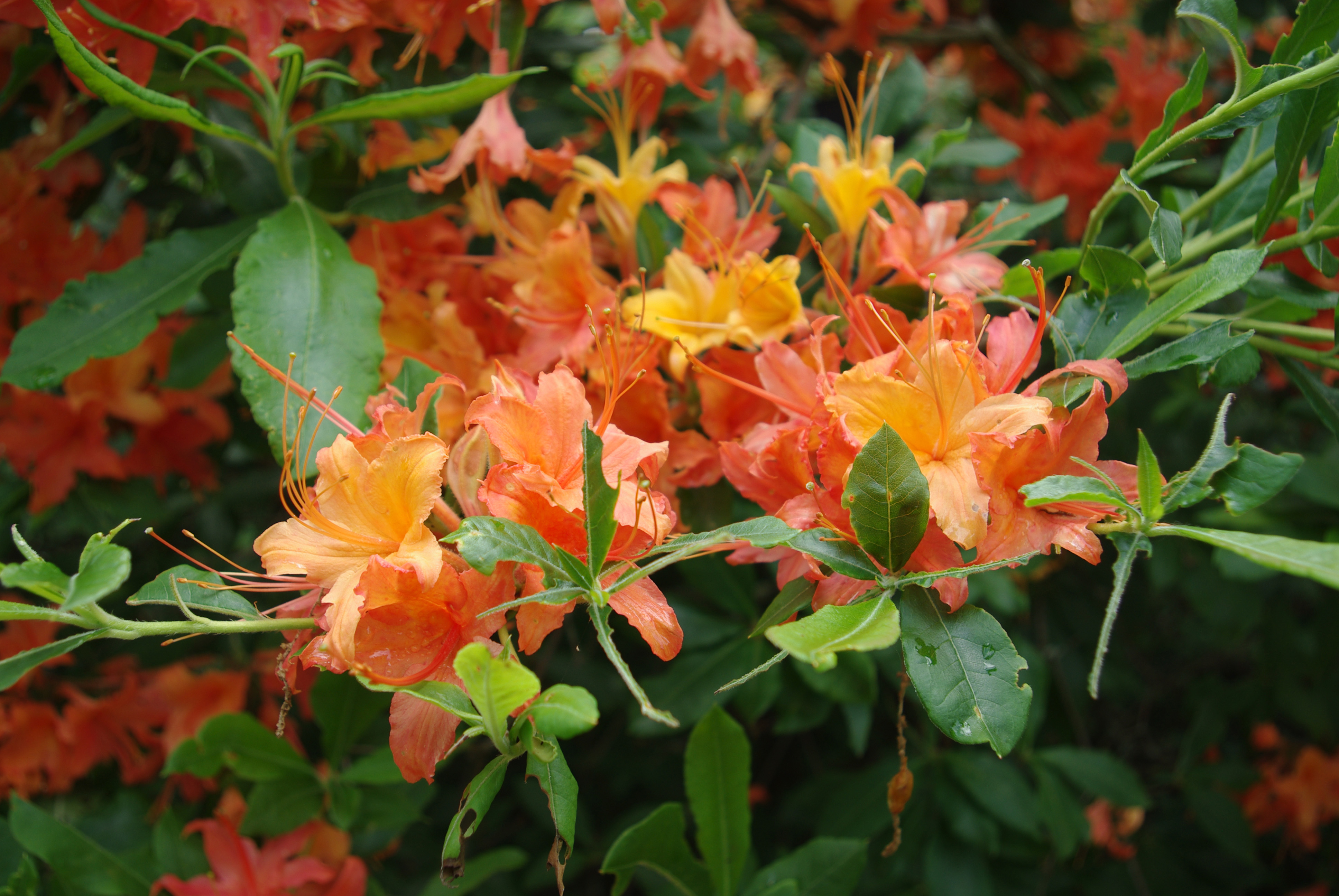
Rhododendron calendulaceum

- Rhododendron calendulaceum (Michx.) Torr.
- Rhododendron caliginis Kores
- Rhododendron callimorphum Balf.f. & W.W.Sm.
- Rhododendron calophytum Franch.
- Rhododendron calosanthes Sleumer
- Rhododendron calostrotum Balf.f. & Kingdon-Ward
- Rhododendron calvescens Balf.f. & Forrest
- Rhododendron camelliiflorum Hook.f.
- Rhododendron campanulatum D.Don
- Rhododendron campylocarpum Hook.f.
- Rhododendron campylogynum Franch.
- Rhododendron camtschaticum Pall.
- Rhododendron canadense (L.) Torr.
- Rhododendron × candelabrum Hook.f.
- Rhododendron canescens (Michx.) Sweet
- Rhododendron capellae Kores
- Rhododendron capitatum Maxim.
- Rhododendron carneum Hutch.
- Rhododendron carrii Sleumer
- Rhododendron carringtoniae F.Muell.
- Rhododendron carstensense Wernham
- Rhododendron catacosmum Balf.f. ex Tagg
- Rhododendron catawbiense Michx.
- Rhododendron caucasicum Pall.
- Rhododendron cavaleriei H.Lév.
- Rhododendron celebicum (Blume) DC.
- Rhododendron cephalanthum Franch.
- Rhododendron cerasinum Tagg
- Rhododendron cernuum Sleumer
- Rhododendron chamaethomsonii (Tagg) Cowan & Davidian
- Rhododendron × chamaezelum Balf.f. & Forrest
- Rhododendron chamahense Rafidah
- Rhododendron chamberlainii Craven
- Rhododendron championiae Hook.
- Rhododendron changii (W.P.Fang) W.P.Fang
- Rhododendron chaoanense T.C.Wu & P.C.Tam
- Rhododendron × charadzeae A.P.Khokhr. & Mazurenko
- Rhododendron charitopes Balf.f. & Farrer
- Rhododendron charitostreptum Balf.f. & Kingdon-Ward
- Rhododendron chevalieri Dop ex A.Chev.
- Rhododendron chihsinianum Chun & W.P.Fang
- Rhododendron chilanshanense Kurash.
- Rhododendron chiliangense S.S.Ying
- Rhododendron chionanthum Tagg & Forrest
- Rhododendron christi F.Först.
- Rhododendron christianiae Sleumer
- Rhododendron chrysocalyx H.Lév. & Vaniot
- Rhododendron chrysodoron Tagg ex Hutch.
- Rhododendron chrysolepis Hutch. & Kingdon-Ward
- Rhododendron chunienii Chun & W.P.Fang
- Rhododendron chunii W.P.Fang
- Rhododendron ciliatum Hook.f.
- Rhododendron ciliicalyx Franch.
- Rhododendron ciliilobum Sleumer
- Rhododendron ciliipes Hutch.
- Rhododendron cinchoniflorum Sleumer
- Rhododendron cinerascens Sleumer
- Rhododendron cinnabarinum Hook.f.
- Rhododendron circinnatum Cowan & Kingdon-Ward
- Rhododendron citriniflorum Balf.f. & Forrest
- Rhododendron citrinum (Hassk.) Hassk.
- Rhododendron clementinae Forrest ex W.W.Sm.
- Rhododendron cochlearifolium Xiang Chen & Jia Y.Huang
- Rhododendron cockburnii (Argent, A.Lamb & Phillipps) Craven
- Rhododendron codonanthum Balf.f. & Forrest
- Rhododendron coelicum Balf.f. & Farrer
- Rhododendron coeloneurum Diels
- Rhododendron coelorum Wernham
- Rhododendron colemanii R.F.Mill.
- Rhododendron collettianum Aitch. & Hemsl.
- Rhododendron columbianum (Piper) Harmaja
- Rhododendron comisteum Balf.f. & Forrest
- Rhododendron commonae F.Först.
- Rhododendron commutatum Sleumer
- Rhododendron comparabile Sleumer
- Rhododendron complexum Balf.f. & W.W.Sm.
- Rhododendron comptum C.H.Wright
- Rhododendron concinnoides Hutch. & Kingdon-Ward
- Rhododendron concinnum Hemsl.
- Rhododendron coriaceum Franch.
- Rhododendron × coriifolium Sleumer
- Rhododendron cornu-bovis Sleumer
- Rhododendron correoides J.J.Sm.
- Rhododendron coryanum Tagg & Forrest
- Rhododendron cowanianum  Davidian
- Rhododendron coxianum Davidian
- Rhododendron crassifolium Stapf
- Rhododendron crassimedium P.C.Tam
- Rhododendron crassistylum M.Y.He
- Rhododendron crassum Franch.
- Rhododendron cravenii Danet
- Rhododendron crenulatum Hutch. ex Sleumer
- Rhododendron cretaceum P.C.Tam
- Rhododendron crinigerum Franch.
- Rhododendron cruttwellii Sleumer
- Rhododendron cuffeanum Craib ex Hutch.
- Rhododendron culminicola F.Muell.
- Rhododendron cumberlandense E.L.Braun
- Rhododendron cuneatum W.W.Sm.
- Rhododendron cuneifolium Stapf
- Rhododendron curviflorum J.J.Sm.
- Rhododendron cuspidellum Sleumer
- Rhododendron cyanocarpum (Franch.) W.W.Sm.
- Rhododendron cyrtophyllum Wernham

## D
- Rhododendron dachengense G.Z.Li
- Rhododendron dalhousieae Hook.f.
- Rhododendron danbaense L.C.Hu

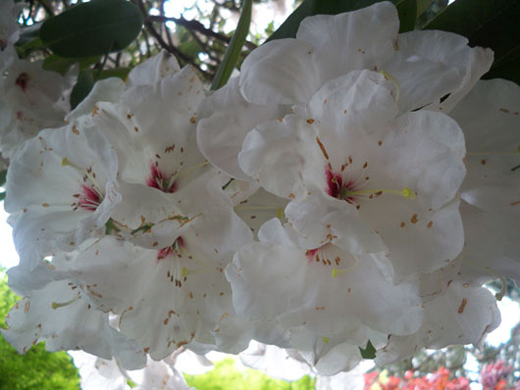
Rhododendron decorum

- Rhododendron dasycladoides Hand.-Mazz.
- Rhododendron dasypetalum Balf.f. & Forrest
- Rhododendron datiandingense Z.J.Feng
- Rhododendron dauricum L.
- Rhododendron davidi Franch.
- Rhododendron davidsonianum Rehder & E.H.Wilson
- Rhododendron × davisianum R.I.Milne
- Rhododendron dawuense H.P.Yang
- Rhododendron dayaoshanense L.M.Gao & D.Z.Li
- Rhododendron dayiense M.Y.He
- Rhododendron decipiens Lacaita
- Rhododendron declivatum Ching & H.P.Yang
- Rhododendron decorum Franch.
- Rhododendron degronianum Carrière
- Rhododendron dekatanum Cowan
- Rhododendron delavayi Franch.
- Rhododendron delicatulum Sleumer
- Rhododendron dendricola Hutch.
- Rhododendron dendrocharis Franch.
- Rhododendron densifolium K.M.Feng
- Rhododendron denudatum H.Lév.
- Rhododendron detersile Franch.
- Rhododendron × detonsum Balf.f. & Forrest
- Rhododendron detznerianum Sleumer
- Rhododendron dianthosmum Sleumer
- Rhododendron dichroanthum Diels
- Rhododendron dielsianum Schltr.
- Rhododendron dignabile Cowan
- Rhododendron dilatatum Miq.
- Rhododendron dimitrum Balf.f. & Forrest
- Rhododendron × diphrocalyx Balf.f.
- Rhododendron discolor Franch.
- Rhododendron disterigmoides Sleumer
- Rhododendron × diversiflorum Danet
- Rhododendron diversipilosum (Nakai) Harmaja
- Rhododendron × duclouxii H.Lév.
- Rhododendron dumicola Tagg & Forrest
- Rhododendron durionifolium Becc.
- Rhododendron dutartrei Danet

## E

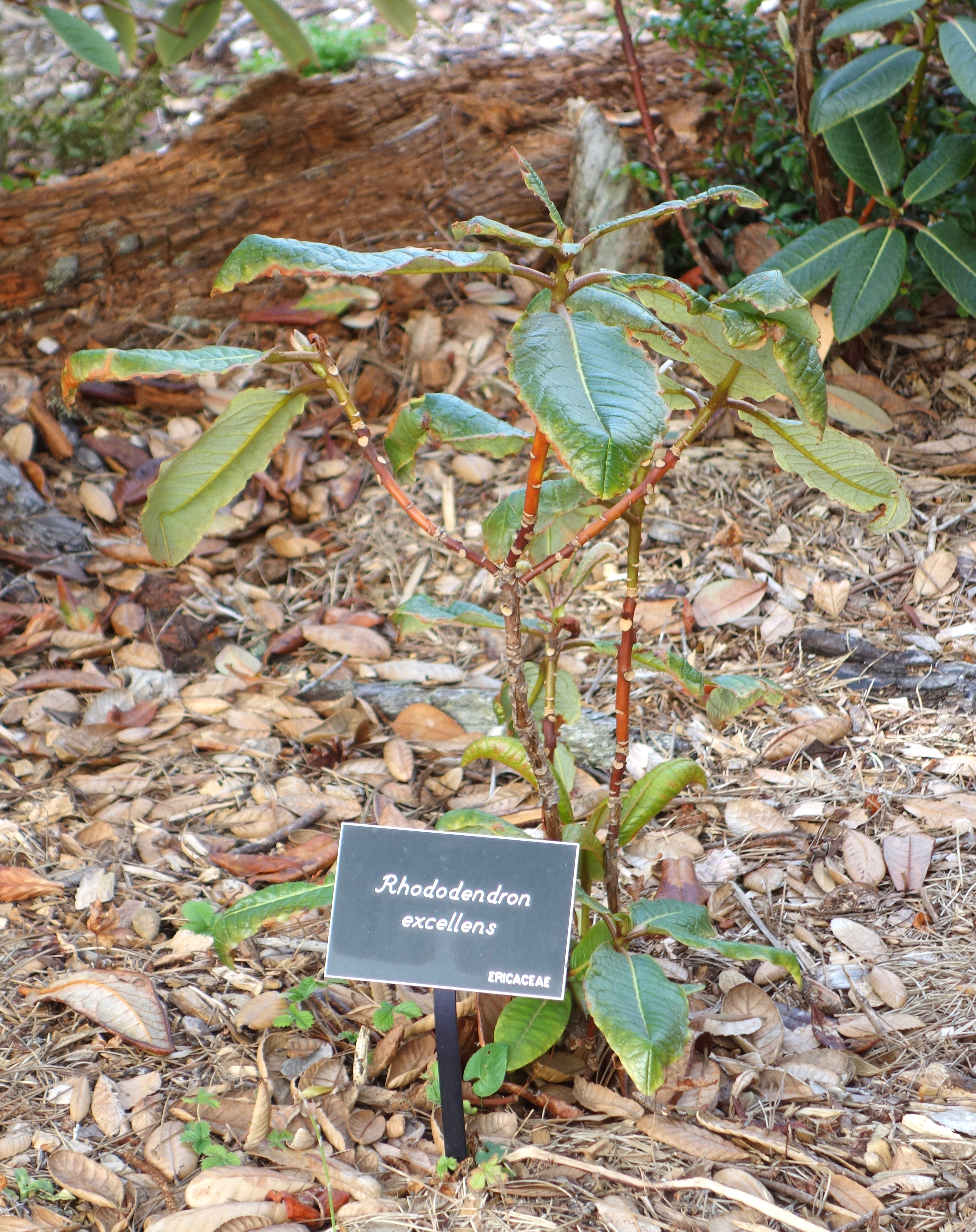
Rhododendron excellens

- Rhododendron eastmanii Kron & Creel
- Rhododendron ebianense M.Y.Fang
- Rhododendron eclecteum Balf.f. & Forrest
- Rhododendron edanoi Merr. & Quisumb.
- Rhododendron × edgarianum Rehder & E.H.Wilson
- Rhododendron edgeworthii Hook.f.
- Rhododendron eheinense M.Y.He & Z.J.Zhao
- Rhododendron elegantulum Tagg & Forrest
- Rhododendron elliottii Watt ex Brandis
- Rhododendron emarginatum Hemsl. & E.H.Wilson
- Rhododendron englerianum Koord.
- Rhododendron × enomotoi T.Yamaz.
- Rhododendron × epilosum (J.J.Sm.) Argent
- Rhododendron erastum Balf.f. & Forrest
- Rhododendron ericoides H.Low ex Hook.f.
- Rhododendron eriobotryoides Xiang Chen & Jia Y.Huang
- Rhododendron eriocarpum (Hayata) Nakai
- Rhododendron erosipetalum J.J.Sm.
- Rhododendron erosum Cowan
- Rhododendron × erythrocalyx Balf.f. & Forrest
- Rhododendron esetulosum Balf.f. & Forrest
- Rhododendron euchroum Balf.f. & Kingdon-Ward
- Rhododendron eudoxum Balf.f. & Forrest
- Rhododendron eurysiphon Tagg & Forrest
- Rhododendron evelyneae Danet
- Rhododendron exasperatum Tagg
- Rhododendron excelsum A.Chev.
- Rhododendron extrorsum J.J.Sm.
- Rhododendron exuberans (Sleumer) Argent
- Rhododendron eymae Sleumer

## F
- Rhododendron faberi Hemsl.

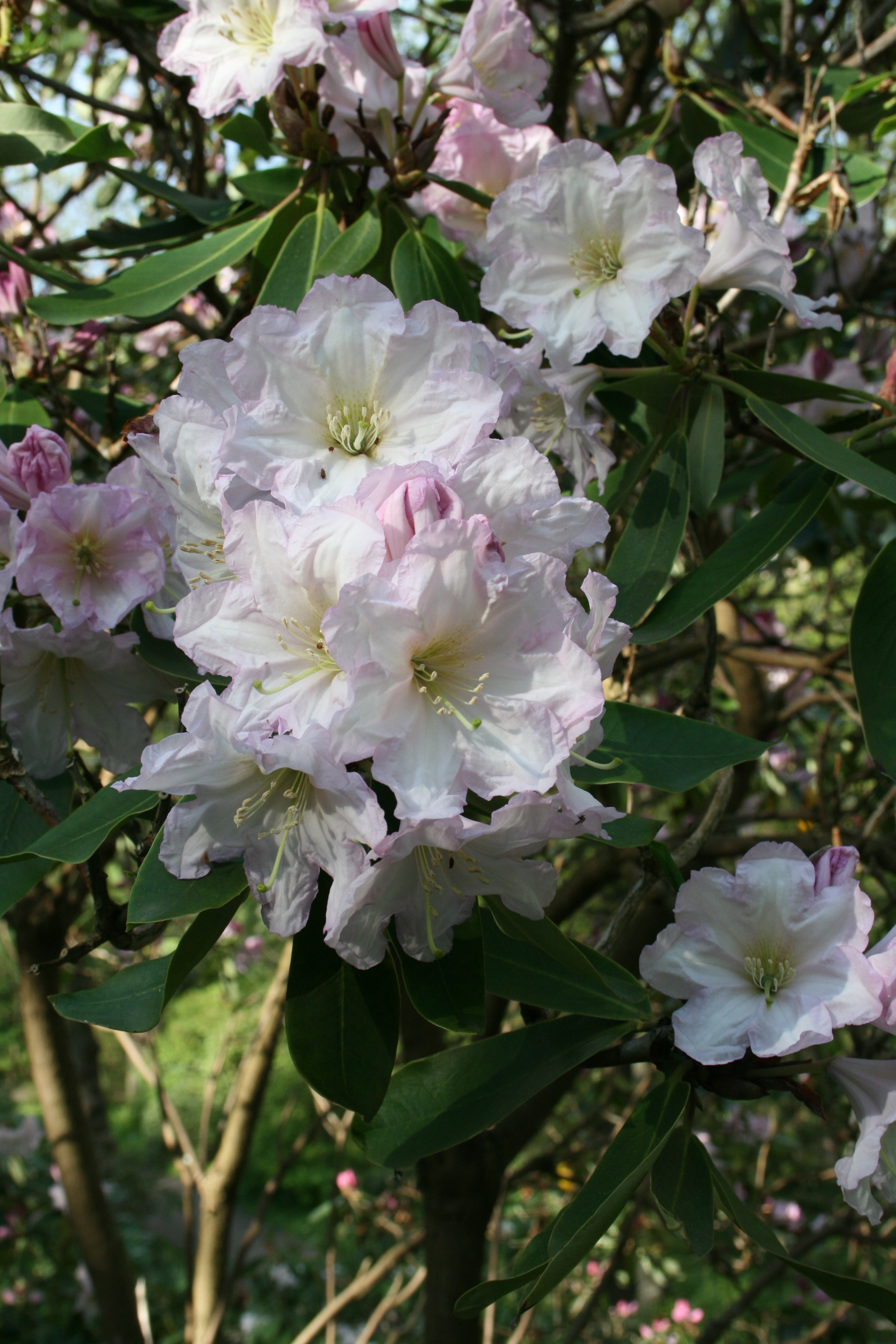
Rhododendron fortunei

- Rhododendron facetum Balf.f. & Kingdon-Ward
- Rhododendron faithiae Chun
- Rhododendron falconeri Hook.f.
- Rhododendron fallacinum Sleumer
- Rhododendron fangchengense P.C.Tam
- Rhododendron farinosum H.Lév.
- Rhododendron farrerae Sweet
- Rhododendron fastigiatum Franch.
- Rhododendron faucium D.F.Chamb.
- Rhododendron feddei H.Lév.
- Rhododendron ferrugineum L.
- Rhododendron fictolacteum Balf.f.
- Rhododendron × filidactylis R.I.Milne
- Rhododendron × fittianum Balf.f.
- Rhododendron flammeum (Michx.) Sarg.
- Rhododendron flavantherum Hutch. & Kingdon-Ward
- Rhododendron flavidum Franch.
- Rhododendron flavoflorum T.L.Ming
- Rhododendron flavoviride J.J.Sm.
- Rhododendron fletcherianum Davidian
- Rhododendron fleuryi Dop ex A.Chev.
- Rhododendron floccigerum Franch.
- Rhododendron floribundum Franch.
- Rhododendron flosculum W.P.Fang & G.Z.Li
- Rhododendron flumineum W.P.Fang & M.Y.He
- Rhododendron formosanum Hemsl.
- Rhododendron formosum Wall.
- Rhododendron forrestii Balf.f. ex Diels
- Rhododendron fortunans J.J.Sm.
- Rhododendron fortunei Lindl.
- Rhododendron fragariiflorum Kingdon-Ward
- Rhododendron frey-wysslingii J.J.Sm.
- Rhododendron × fuchsii Sleumer
- Rhododendron fuchsiifolium H.Lév.
- Rhododendron fulgens Hook.f.
- Rhododendron fulvum Balf.f. & W.W.Sm.
- Rhododendron fuscipilum M.Y.He
- Rhododendron fuyuanense Z.H.Yang

## G

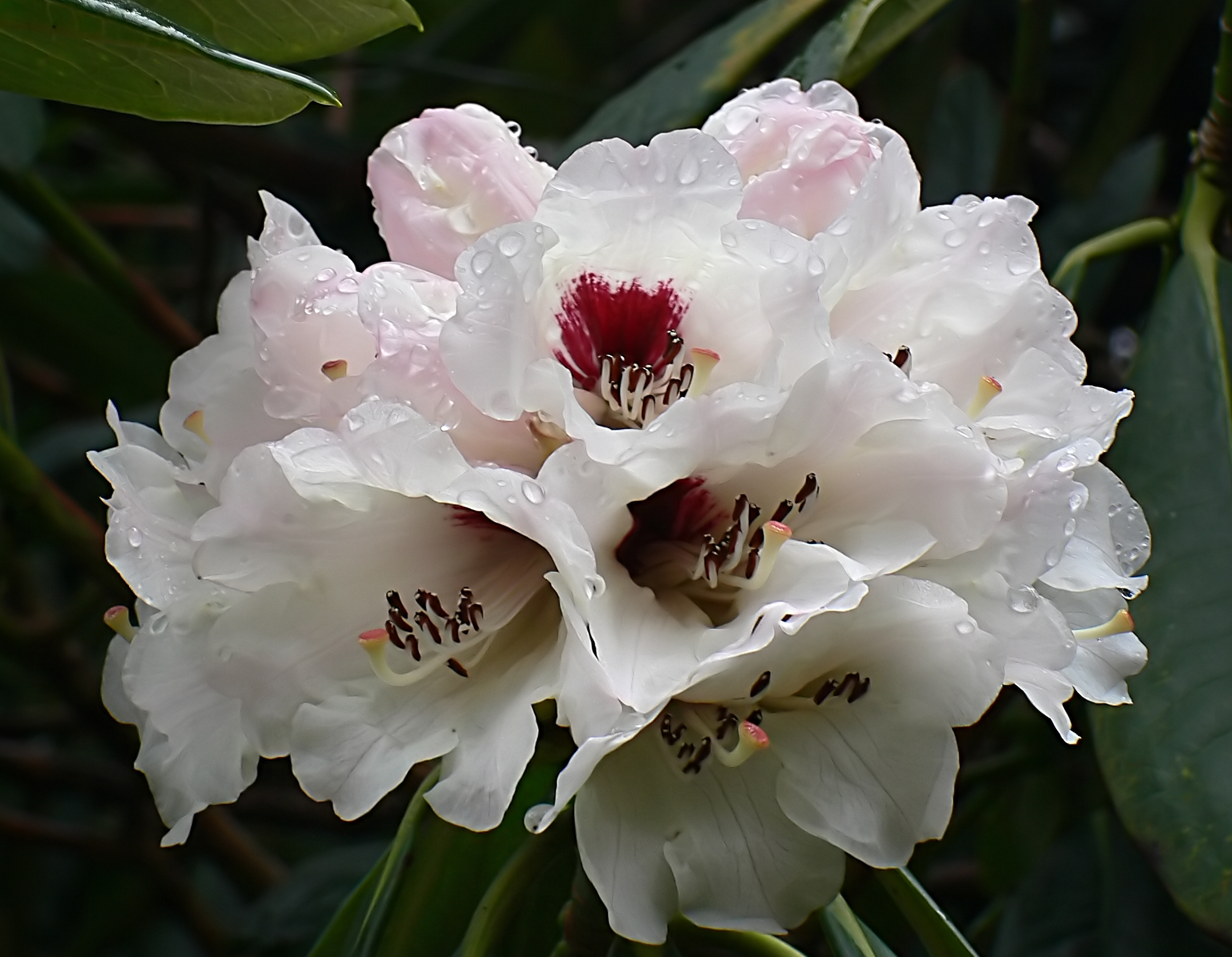
Rhododendron grande

- Rhododendron galactinum Balf.f. ex Tagg
- Rhododendron gannanense Z.C.Feng & X.G.Sun
- Rhododendron gardenia Schltr.
- Rhododendron gaultheriifolium J.J.Sm.
- Rhododendron genestierianum Forrest
- Rhododendron × geraldii (Hutch.) Ivens
- Rhododendron gideonii Argent
- Rhododendron × gilliardii Sleumer
- Rhododendron giulianettii Lauterb.
- Rhododendron glabrifilum J.J.Sm.
- Rhododendron glabriflorum J.J.Sm.
- Rhododendron × gladwynense M.G.Henry
- Rhododendron glanduliferum Franch.
- Rhododendron glandulosum (Standl. ex Small) Millais
- Rhododendron glaucophyllum Rehder
- Rhododendron glischroides Tagg & Forrest
- Rhododendron glischrum Balf.f. & W.W.Sm.
- Rhododendron gologense C.J.Xu & Z.J.Zhao
- Rhododendron gonggashanense W.K.Hu
- Rhododendron gongshanense T.L.Ming
- Rhododendron goodenoughii Sleumer
- Rhododendron goyozanense (M.Kikuchi) Craven
- Rhododendron gracilentum F.Muell.
- Rhododendron grande Wight
- Rhododendron griersonianum Balf.f. & Forrest
- Rhododendron griffithianum Wight
- Rhododendron groenlandicum (Oeder) Kron & Judd
- Rhododendron guangnanense R.C.Fang
- Rhododendron guihainianum G.Z.Li
- Rhododendron guizhongense G.Z.Li
- Rhododendron guizhouense M.Y.Fang
- Rhododendron gumineense Craven

## H
- Rhododendron habbemae Koord.

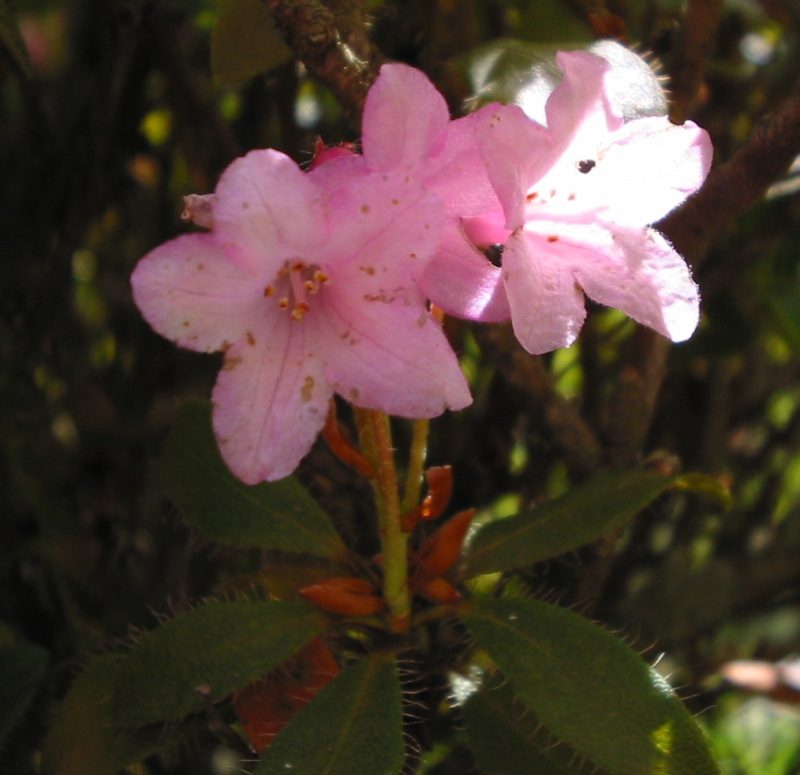
Rhododendron hirsutum

- Rhododendron habrotrichum Balf.f. & W.W.Sm.
- Rhododendron haematodes Franch.
- Rhododendron haematophthalmum Sleumer
- Rhododendron hainanense Merr.
- Rhododendron hameliiflorum Wernham
- Rhododendron hanceanum Hemsl.
- Rhododendron hancockii Hemsl.
- Rhododendron hangzhouense W.P.Fang & M.Y.He
- Rhododendron haofui Chun & W.P.Fang
- Rhododendron hartleyi Sleumer
- Rhododendron × hasegawae S.Watan.
- Rhododendron hatamense Becc.
- Rhododendron heatherae Rushforth
- Rhododendron heizhugouense M.Y.He & L.C.Hu
- Rhododendron heliolepis Franch.
- Rhododendron hellwigii Warb.
- Rhododendron helodes Sleumer
- Rhododendron × hemigymnum (Tagg & Forrest) D.F.Chamb.
- Rhododendron hemitrichotum Balf.f. & Forrest
- Rhododendron hemsleyanum E.H.Wilson
- Rhododendron henanense W.P.Fang
- Rhododendron henryi Hance
- Rhododendron herzogii Warb.
- Rhododendron heteroclitum H.P.Yang
- Rhododendron heterolepis Danet
- Rhododendron × hidaense Makino ex H.Hara
- Rhododendron hidakanum H.Hara
- Rhododendron himantodes Sleumer
- Rhododendron hippophaeoides Balf.f. & W.W.Sm.
- Rhododendron hirsutipetiolatum R.C.Fang & A.L.Zhang
- Rhododendron hirsutum L.
- Rhododendron hirtipes Tagg
- Rhododendron hirtolepidotum J.J.Sm.
- Rhododendron hodgsonii Hook.f.
- Rhododendron hoi W.P.Fang
- Rhododendron hongkongense Hutch.
- Rhododendron hooglandii Sleumer
- Rhododendron hookeri Nutt.
- Rhododendron horlickianum Davidian
- Rhododendron huadingense B.Y.Ding & Y.Y.Fang
- Rhododendron huangpingense Xiang Chen & Jia Y.Huang
- Rhododendron huanshanense S.S.Ying
- Rhododendron huanum W.P.Fang
- Rhododendron huguangense P.C.Tam
- Rhododendron huidongense T.L.Ming
- Rhododendron hunanense Chun ex P.C.Tam
- Rhododendron hunnewellianum Rehder & E.H.Wilson
- Rhododendron × hunsteinii Argent
- Rhododendron hyacinthosmum Sleumer
- Rhododendron hylaeum Balf.f. & Farrer
- Rhododendron hyperythrum Hayata
- Rhododendron hypoglaucum Hemsl.
- Rhododendron hypoleucophyllum Makino
- Rhododendron hypoleucum (Kom.) Harmaja
- Rhododendron hyugaense (T.Yamaz.) T.Yamaz.

## I
- Rhododendron igneum Cowan

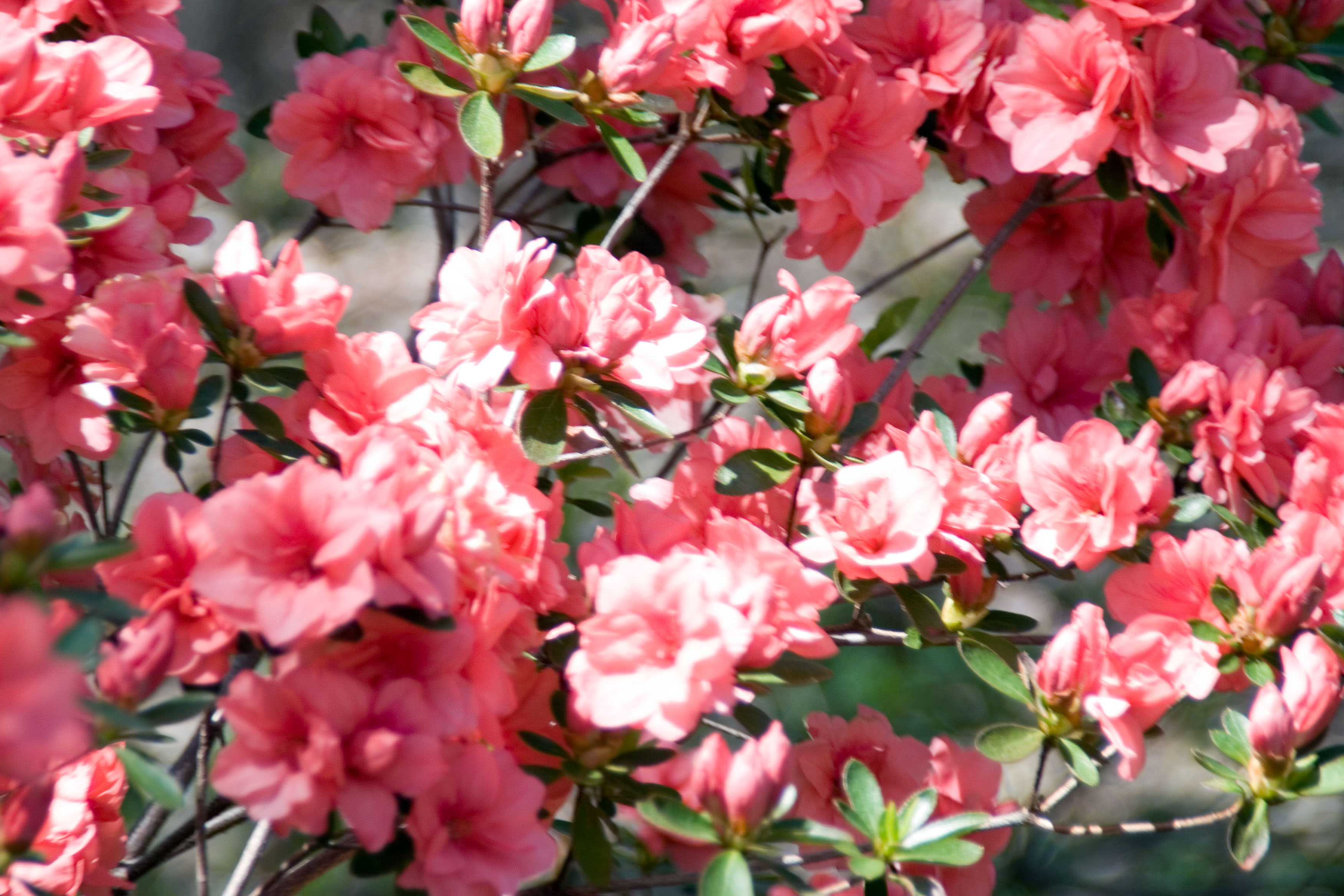
Rhododendron indicum

- Rhododendron impeditum Balf.f. & W.W.Sm.
- Rhododendron impositum J.J.Sm.
- Rhododendron impressopunctatum J.J.Sm.
- Rhododendron inaequale (C.B.Clarke) Hutch.
- Rhododendron incommodum Sleumer
- Rhododendron inconspicuum J.J.Sm.
- Rhododendron indicum (L.) Sweet
- Rhododendron × inopinum Balf.f. ex Tagg
- Rhododendron insculptum Kingdon-Ward
- Rhododendron insigne Hemsl. & E.H.Wilson
- Rhododendron × intermedium Tausch
- Rhododendron intranervatum Sleumer
- Rhododendron intricatum Franch.
- Rhododendron invictum Balf.f. & Farrer
- Rhododendron irroratum Franch.

## J

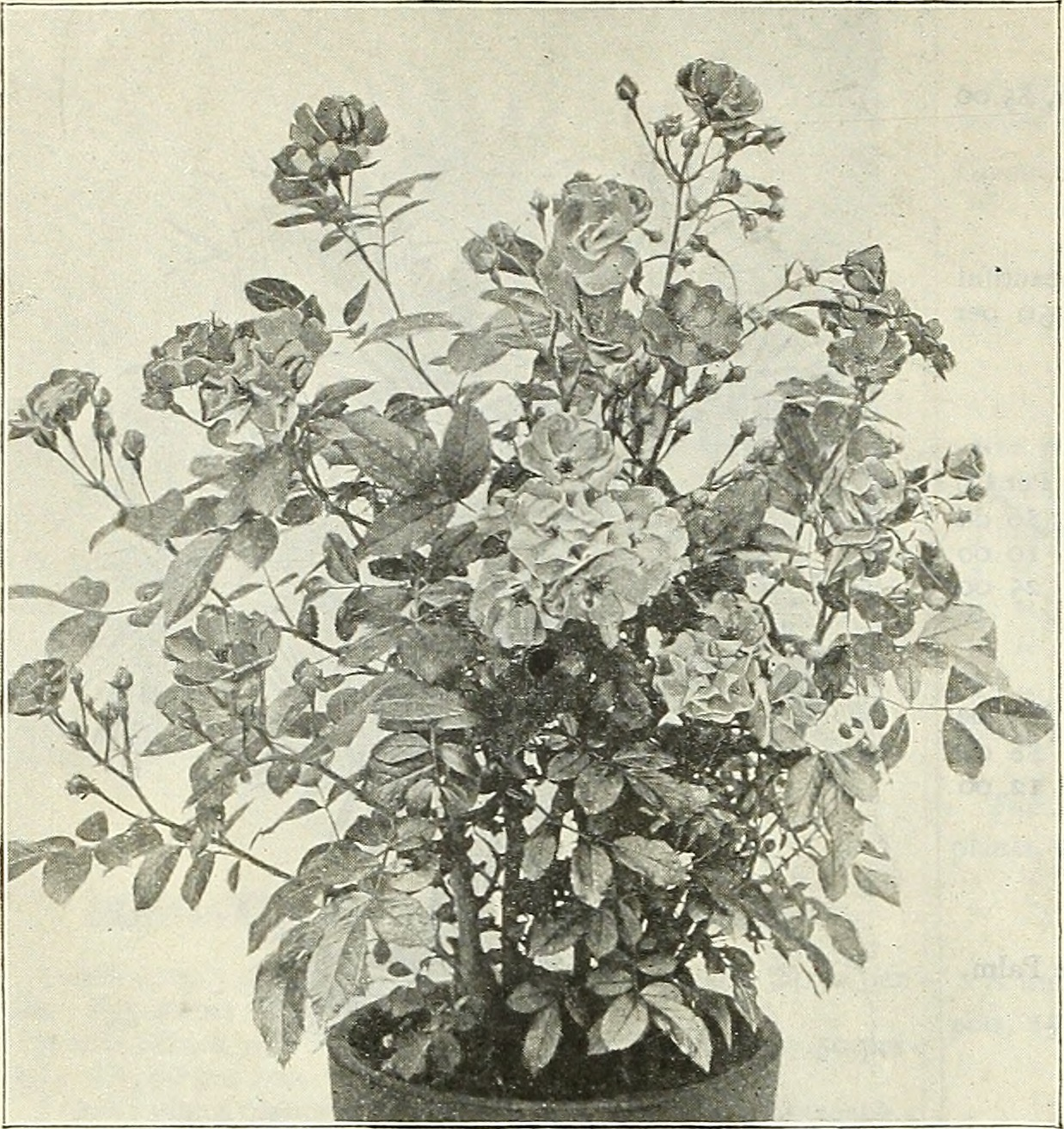
Rhododendron jasminoides

- Rhododendron japonicum (A.Gray) Suringar
- Rhododendron japonoheptamerum Kitam.
- Rhododendron jasminiflorum Hook.
- Rhododendron jasminoides M.Y.He
- Rhododendron javanicum (Blume) Benn.
- Rhododendron jiewhoei Argent
- Rhododendron jinboense Xiang Chen & X.Chen
- Rhododendron jinchangense Z.H.Yang
- Rhododendron jingangshanicum P.C.Tam
- Rhododendron jinpingense W.P.Fang & M.Y.He
- Rhododendron jinxiuense W.P.Fang & M.Y.He
- Rhododendron jiulongshanense Xiang Chen & Jia Y.Huang
- Rhododendron johnstoneanum (Brandis) Watt ex Hutch.
- Rhododendron joniense Ching & H.P.Yang

## K
- Rhododendron kaempferi Planch.

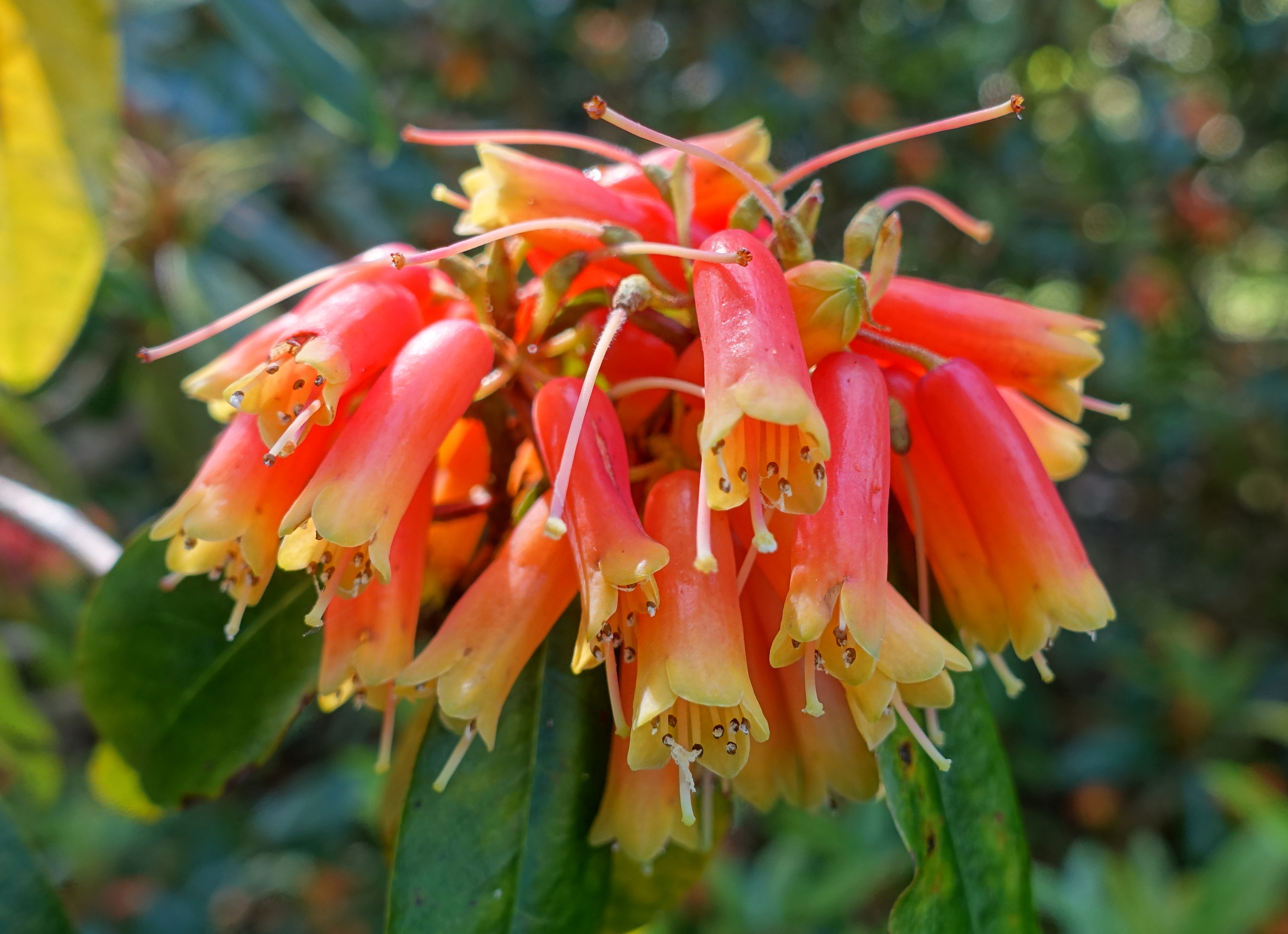
Rhododendron keysii

- Rhododendron × kamatae (Mochizuki) Craven
- Rhododendron kanehirae E.H.Wilson
- Rhododendron kansuense Millais
- Rhododendron kasoense Hutch. & Kingdon-Ward
- Rhododendron katsumatae (M.Tash. & H.Hatta) Craven
- Rhododendron kawakamii Hayata
- Rhododendron × kawir Danet
- Rhododendron × keditii Sleumer
- Rhododendron keiskei Miq.
- Rhododendron keleticum Balf.f. & Forrest
- Rhododendron kemulense J.J.Sm.
- Rhododendron kendrickii Nutt.
- Rhododendron kerowagiense Argent
- Rhododendron kesangiae D.G.Long & Rushforth
- Rhododendron keysii Nutt.
- Rhododendron kiangsiense W.P.Fang
- Rhododendron kingianum Watt
- Rhododendron × kisoanum Okuhara ex T.Shimizu
- Rhododendron kiusianum Makino
- Rhododendron kiyosumense (Makino) Makino
- Rhododendron klossii Ridl.
- Rhododendron kochii Stein
- Rhododendron kogo Danet
- Rhododendron × komatsui T.Yamaz.
- Rhododendron komiyamae Makino
- Rhododendron kongboense Kingdon-Ward ex Hutch.
- Rhododendron konori Becc.
- Rhododendron korthalsii Miq.
- Rhododendron kotschyi Simonk.
- Rhododendron × koudzumontanum Hid.Takah. & Katsuy.
- Rhododendron kroniae Craven
- Rhododendron kuomeianum Yu H.Chang, J.Nielsen & Y.P.Ma
- Rhododendron × kuratanum S.Watan.
- Rhododendron × kurohimense Arakawa
- Rhododendron kwangsiense Hu ex P.C.Tam
- Rhododendron kwangtungense Merr. & Chun
- Rhododendron kyawii Lace & W.W.Sm.
- Rhododendron kyushuense Minamit.

## L

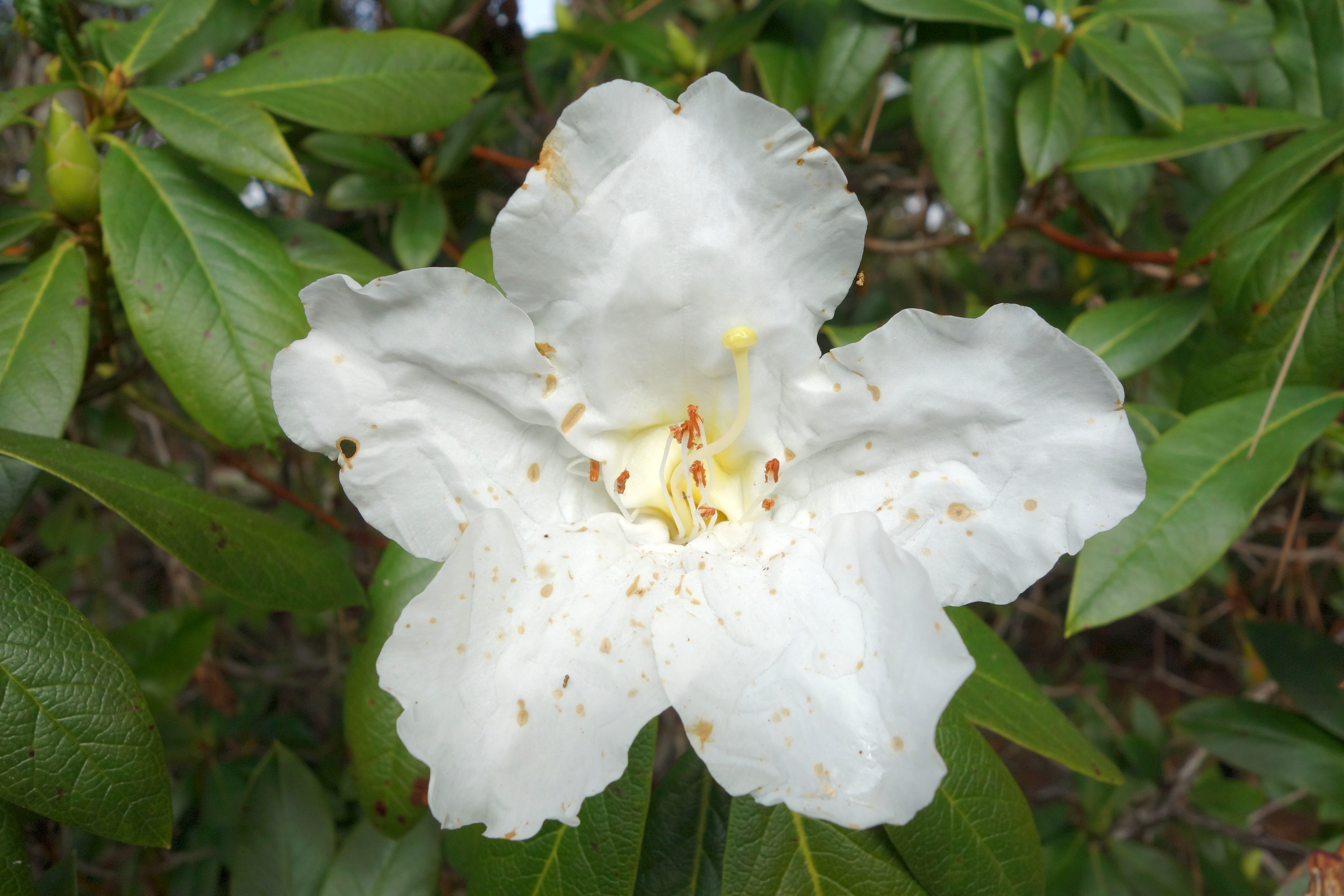
Rhododendron liliiflorum

- Rhododendron labolengense Ching & H.P.Yang
- Rhododendron lacteum Franch.
- Rhododendron laetum J.J.Sm.
- Rhododendron lagopus Nakai
- Rhododendron lagunculicarpum J.J.Sm.
- Rhododendron lambianum Argent
- Rhododendron lamii J.J.Sm.
- Rhododendron lampongum Miq.
- Rhododendron lamrialianum Argent & T.J.Barkman
- Rhododendron lanatoides D.F.Chamb.
- Rhododendron lanatum Hook.f.
- Rhododendron lanceolatum Ridl.
- Rhododendron langbianense A.Chev. ex Dop
- Rhododendron lanigerum Tagg
- Rhododendron laojunense T.L.Ming
- Rhododendron laojunshanense M.Y.Fang
- Rhododendron lapponicum (L.) Wahlenb.
- Rhododendron lasiostylum Hayata
- Rhododendron lateriflorum R.C.Fang & A.L.Zhang
- Rhododendron latoucheae Franch.
- Rhododendron laudandum Cowan
- Rhododendron leigongshanense C.H.Yang, Z.G.Xie, Y.F.Yu & Z.R.Yang
- Rhododendron leishanicum W.P.Fang & X.S.Zhang
- Rhododendron lepidostylum Balf.f. & Forrest
- Rhododendron lepidotum Wall. ex G.Don
- Rhododendron leptanthum F.Muell.
- Rhododendron leptobrachion Sleumer
- Rhododendron leptocarpum Nutt.
- Rhododendron leptomorphum Sleumer
- Rhododendron leptopeplum Balf.f. & Forrest
- Rhododendron leptothrium Balf.f. & Forrest
- Rhododendron leucaspis Tagg
- Rhododendron leucogigas Sleumer
- Rhododendron levinei Merr.
- Rhododendron leytense Merr.
- Rhododendron liangshanicum Z.J.Zhao
- Rhododendron liaoxigense S.L.Tung & Z.Lu
- Rhododendron liboense Zheng R.Chen & K.M.Lan
- Rhododendron × liewianum Argent, A.Lamb & Phillipps
- Rhododendron lilacinum Xiang Chen & X.Chen
- Rhododendron liliiflorum H.Lév.
- Rhododendron lindaueanum Koord.
- Rhododendron lindleyi T.Moore
- Rhododendron lineare Merr.
- Rhododendron linearilobum R.C.Fang & A.L.Chang
- Rhododendron linguiense G.Z.Li
- Rhododendron litchiifolium T.C.Wu & P.C.Tam
- Rhododendron loboense H.F.Copel.
- Rhododendron lochiae F.Muell.
- Rhododendron × lochmium Balf.f.
- Rhododendron loerzingii J.J.Sm.
- Rhododendron lohitense D.Bhattach.
- Rhododendron lompohense J.J.Sm.
- Rhododendron longesquamatum C.K.Schneid.
- Rhododendron longicalyx M.Y.Fang
- Rhododendron longifalcatum P.C.Tam
- Rhododendron longiflorum Lindl.
- Rhododendron longilobum L.M.Gao & D.Z.Li
- Rhododendron longipedicellatum Lei Cai & Y.P.Ma
- Rhododendron longiperulatum Hayata
- Rhododendron longipes Rehder & E.H.Wilson
- Rhododendron longistylum Rehder & E.H.Wilson
- Rhododendron loniceriflorum P.C.Tam
- Rhododendron loranthiflorum Sleumer
- Rhododendron lowii Hook.f.
- Rhododendron lowndesii Davidian
- Rhododendron luciferum (Cowan) Cowan
- Rhododendron ludlowii Cowan
- Rhododendron luhuoense H.P.Yang
- Rhododendron lukiangense Franch.
- Rhododendron lulangense L.C.Hu & Tateishi
- Rhododendron lungchiense W.P.Fang
- Rhododendron luraluense Sleumer
- Rhododendron luteiflorum (Davidian) Cullen
- Rhododendron lutescens Franch.
- Rhododendron luteum Sweet

## M

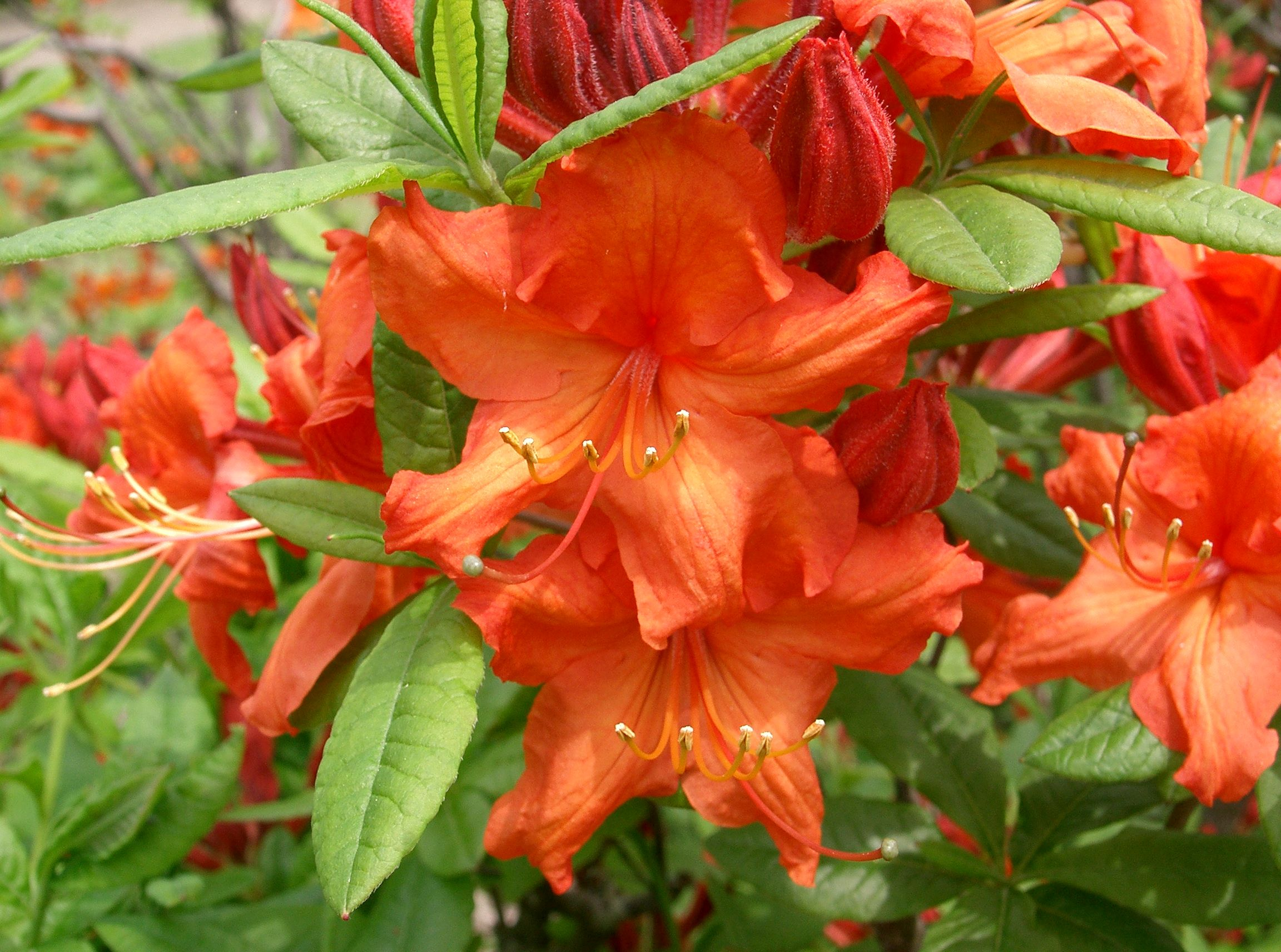
Rhododendron molle

- Rhododendron macabeanum G.Watt ex Balf.f.
- Rhododendron macgregoriae F.Muell.
- Rhododendron mackenzianum Forrest
- Rhododendron macrophyllum D.Don ex G.Don
- Rhododendron macrosiphon Sleumer
- Rhododendron maculiferum Franch.
- Rhododendron maddenii Hook.f.
- Rhododendron madulidii Argent
- Rhododendron magnificum Kingdon-Ward
- Rhododendron magniflorum W.K.Hu
- Rhododendron mainlingense S.H.Huang & R.C.Fang
- Rhododendron majus (J.J.Sm.) Sleumer
- Rhododendron makinoi Tagg ex Nakai
- Rhododendron malayanum Jack
- Rhododendron malipoense M.Y.He
- Rhododendron mallotum Balf.f. & Kingdon-Ward
- Rhododendron maoerense W.P.Fang & G.Z.Li
- Rhododendron maowenense Ching & H.P.Yang
- Rhododendron mariae Hance
- Rhododendron mariesii Hemsl. & E.H.Wilson
- Rhododendron martinianum Balf.f. & Forrest
- Rhododendron maximum L.
- Rhododendron maxiongense C.Q.Zhang & D.Paterson
- Rhododendron maxwellii Gibbs
- Rhododendron mayebarae Nakai & H.Hara
- Rhododendron meagae Mambrasar & Hutabarat
- Rhododendron mechukae A.A.Mao & A.Paul
- Rhododendron meddianum Forrest
- Rhododendron medoense W.P.Fang & M.Y.He
- Rhododendron megacalyx Balf.f. & Kingdon-Ward
- Rhododendron megalanthum M.Y.Fang
- Rhododendron megeratum Balf.f. & Forrest
- Rhododendron meijeri Argent, A.Lamb & Phillipps
- Rhododendron mekongense Franch.
- Rhododendron melantherum Schltr.
- Rhododendron meliphagidum J.J.Sm.
- Rhododendron mendumiae Argent
- Rhododendron mengtszense Balf.f. & W.W.Sm.
- Rhododendron menziesii Craven
- Rhododendron meridionale P.C.Tam
- Rhododendron mianningense Z.J.Zhao
- Rhododendron micranthum Turcz.
- Rhododendron microcarpum R.L.Liu & L.M.Gao
- Rhododendron microgynum Balf.f. & Forrest
- Rhododendron micromalayanum Sleumer
- Rhododendron microphyton Franch.
- Rhododendron milleri Argent
- Rhododendron mimetes Tagg & Forrest
- Rhododendron mindanaense Merr.
- Rhododendron miniatum Cowan
- Rhododendron minimifolium Wernham
- Rhododendron minus Michx.
- Rhododendron minutiflorum Hu
- Rhododendron minyaense M.N.Philipson & Philipson
- Rhododendron mitriforme P.C.Tam
- Rhododendron miyiense W.K.Hu
- Rhododendron × mizumotoi S.Watan.
- Rhododendron mogeanum Argent
- Rhododendron molle (Blume) G.Don
- Rhododendron mollianum Koord.
- Rhododendron mollicomum Balf.f. & W.W.Sm.
- Rhododendron monanthum Balf.f. & W.W.Sm.
- Rhododendron monkoboense Argent
- Rhododendron monodii (H.J.Lam) Argent
- Rhododendron montiganum T.L.Ming
- Rhododendron montroseanum Davidian
- Rhododendron morii Hayata
- Rhododendron moulmainense Hook.
- Rhododendron moupinense Franch.
- Rhododendron mucronatum (Blume) G.Don
- Rhododendron mucronulatum Turcz.
- Rhododendron multicolor Miq.
- Rhododendron multiflorum (Maxim.) Craven
- Rhododendron multinervium Sleumer
- Rhododendron muscicola J.J.Sm.
- Rhododendron muscipulum Danet
- Rhododendron myrsinifolium Ching ex W.P.Fang & M.Y.He
- Rhododendron myrsinites Sleumer

## N
- Rhododendron naamkwanense Merr.
- Rhododendron nakaharae Hayata

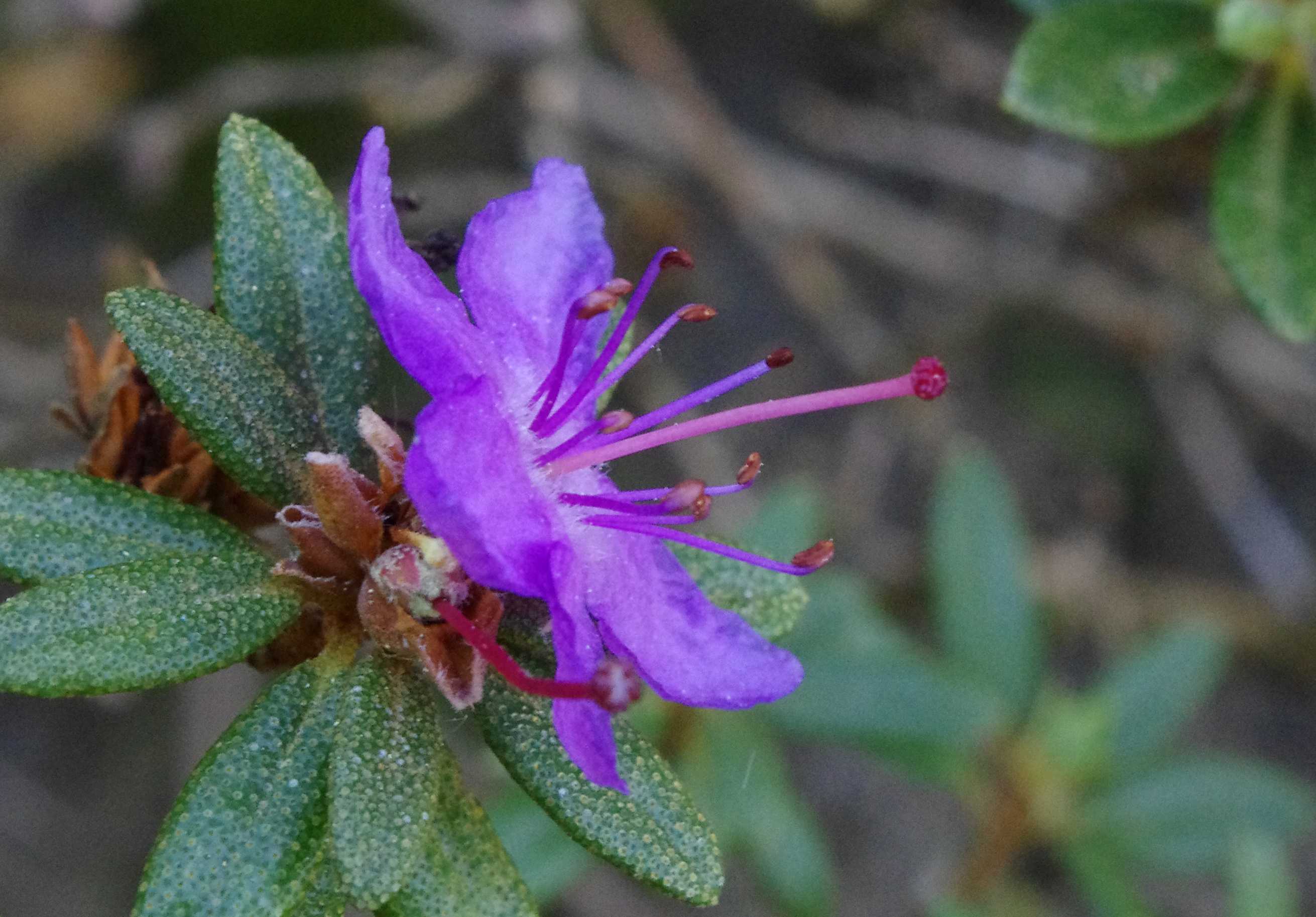
Rhododendron nivale

- Rhododendron nakotiltum Balf.f. & Forrest
- Rhododendron nanjianense K.M.Feng & Z.H.Yang
- Rhododendron nanophyton Sleumer
- Rhododendron nanpingense P.C.Tam
- Rhododendron nantouense S.S.Ying
- Rhododendron natalicium Sleumer
- Rhododendron nayarii G.D.Pal
- Rhododendron × nebulicola Danet
- Rhododendron neobritannicum Sleumer
- Rhododendron neriiflorum Franch.
- Rhododendron neriifolium Schltr.
- Rhododendron nervulosum Sleumer
- Rhododendron ngawchangense M.N.Philipson & Philipson
- Rhododendron nhatrangense Dop
- Rhododendron nieuwenhuisii J.J.Sm.
- Rhododendron nigroglandulosum Nitz.
- Rhododendron × niko-montanum (Komatsu) Nakai
- Rhododendron nipponicum Matsum.
- Rhododendron nitidulum Rehder & E.H.Wilson
- Rhododendron nivale Hook.f.
- Rhododendron niveoflorum Argent
- Rhododendron niveum Hook.f.
- Rhododendron noriakianum T.Suzuki
- Rhododendron nortoniae Merr.
- Rhododendron nubicola Wernham
- Rhododendron nudipes Nakai
- Rhododendron nummatum J.J.Sm.
- Rhododendron nuttallii T.J.Booth ex Nutt.
- Rhododendron nyingchiense R.C.Fang & S.H.Huang
- Rhododendron nymphaeoides W.K.Hu

## O

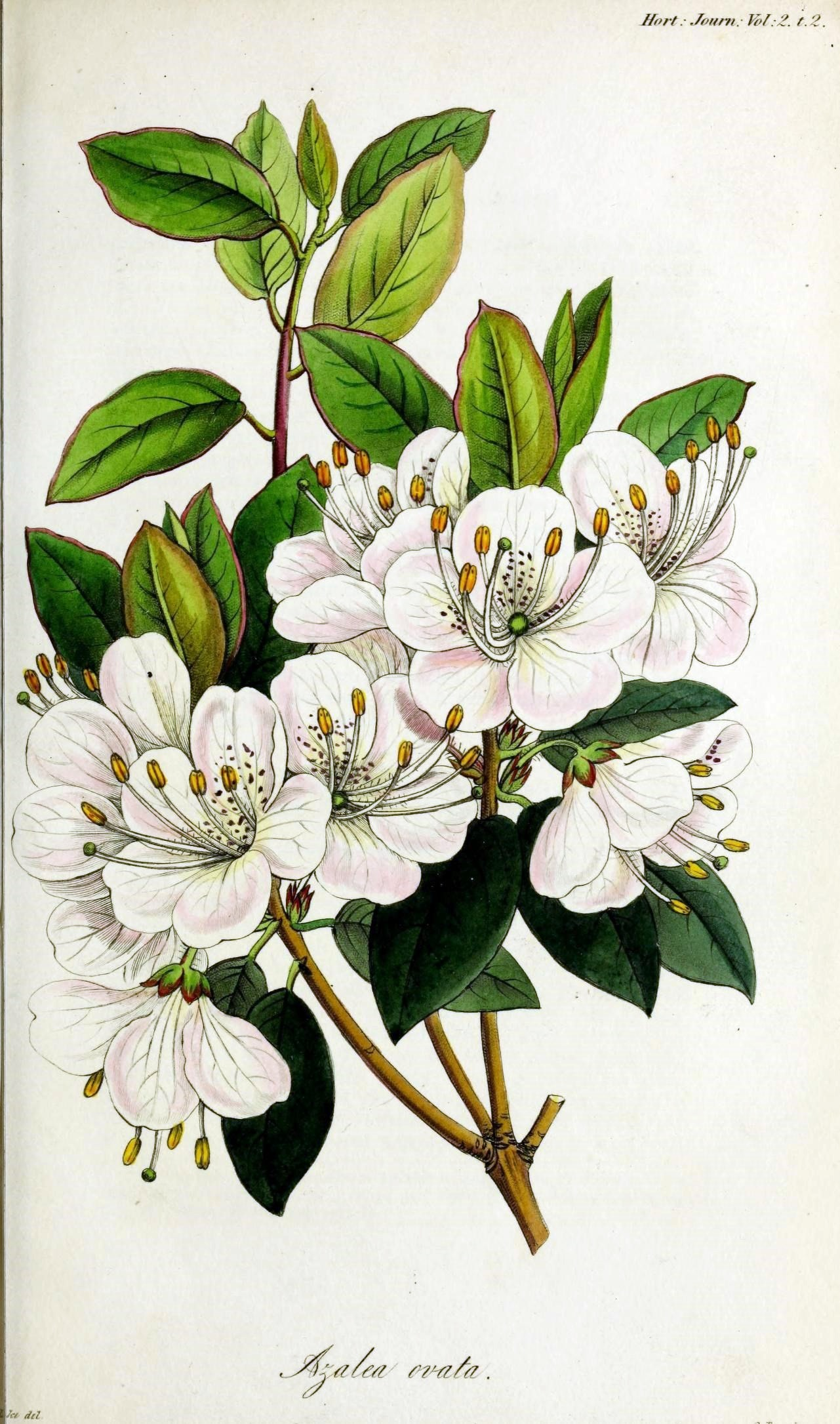
Rhododendron ovatum

- Rhododendron oblancifolium M.Y.Fang
- Rhododendron occidentale (Torr. & A.Gray) A.Gray
- Rhododendron ochraceum Rehder & E.H.Wilson
- Rhododendron octandrum M.Y.He
- Rhododendron oldhamii Maxim.
- Rhododendron oliganthum Sleumer
- Rhododendron oligocarpum W.P.Fang & X.S.Zhang
- Rhododendron × ootrichum (Sleumer) Argent
- Rhododendron opulentum Sleumer
- Rhododendron orbiculare Decne.
- Rhododendron orbiculatum Ridl.
- Rhododendron oreadum Wernham
- Rhododendron oreites Sleumer
- Rhododendron oreodoxa Franch.
- Rhododendron oreogenum L.C.Hu
- Rhododendron oreotrephes W.W.Sm.
- Rhododendron orthocladum Balf.f. & Forrest
- Rhododendron osuzuyamense T.Yamaz.
- Rhododendron ovatum (Lindl.) Planch. ex Maxim.
- Rhododendron oxycoccoides Sleumer

## P
- Rhododendron pachycarpon Sleumer

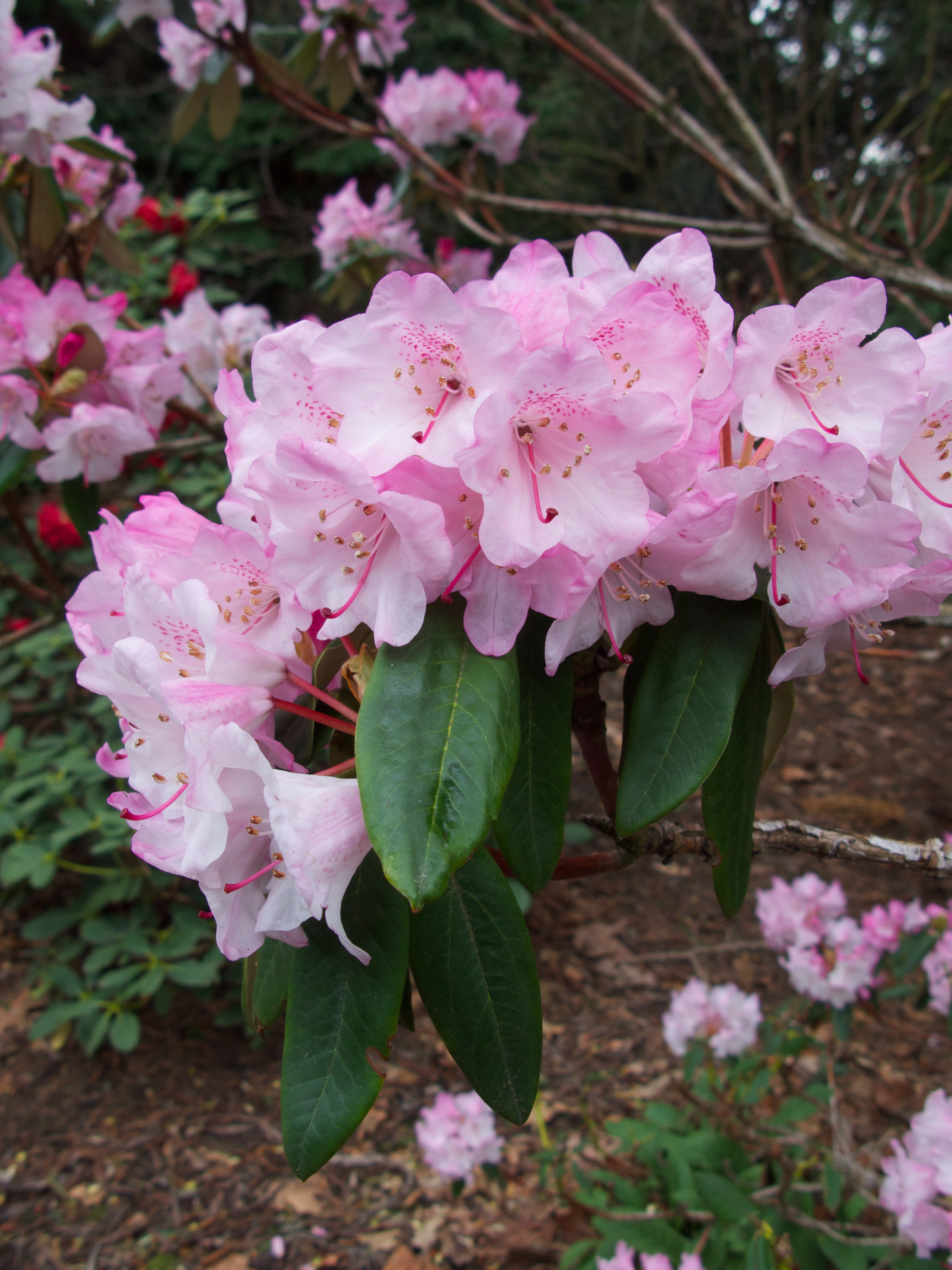
Rhododendron principis

- Rhododendron pachyphyllum W.P.Fang
- Rhododendron pachypodum Balf.f. & W.W.Sm.
- Rhododendron pachysanthum Hayata
- Rhododendron pachystigma Sleumer
- Rhododendron pachytrichum Franch.
- Rhododendron × pallescens Hutch.
- Rhododendron papillatum Balf.f. & R.E.Cooper
- Rhododendron papuanum Becc.
- Rhododendron × paradoxum Balf.f. ex Tagg
- Rhododendron parishii C.B.Clarke
- Rhododendron parmulatum Cowan
- Rhododendron parryae Hutch.
- Rhododendron parvifolium Adams
- Rhododendron parvulum Sleumer
- Rhododendron pauciflorum King & Gamble
- Rhododendron pemakoense Kingdon-Ward
- Rhododendron pendulum Hook.f.
- Rhododendron pennivenium Balf.f. & Forrest
- Rhododendron × pennsylvanicum (B.E.Harkn.) Rehder
- Rhododendron pentandrum (Maxim.) Craven
- Rhododendron pentaphyllum Maxim.
- Rhododendron perakense King & Gamble
- Rhododendron × peregrinum Tagg
- Rhododendron periclymenoides (Michx.) Shinners
- Rhododendron perplexum Sleumer
- Rhododendron petrocharis Diels
- Rhododendron phaeochiton F.Muell.
- Rhododendron phaeochristum Sleumer
- Rhododendron phaeochrysum Balf.f. & W.W.Sm.
- Rhododendron phaeops Sleumer
- Rhododendron piercei Davidian
- Rhododendron pilostylum W.K.Hu
- Rhododendron pilosum (Michx. ex Lam.) Craven
- Rhododendron pinetorum P.C.Tam
- Rhododendron pingbianense M.Y.Fang
- Rhododendron pingianum W.P.Fang
- Rhododendron × planecostatum Sleumer
- Rhododendron × planetum Balf.f.
- Rhododendron platyphyllum (Franch. ex Diels) Balf.f. & W.W.Sm.
- Rhododendron platypodum Diels
- Rhododendron pleianthum Sleumer
- Rhododendron pleistanthum E.H.Wilson
- Rhododendron pocophorum Balf.f. ex Tagg
- Rhododendron pogonophyllum Cowan & Davidian
- Rhododendron poilanei Dop
- Rhododendron poluninii Davidian
- Rhododendron polyanthemum Sleumer
- Rhododendron polycladum Franch.
- Rhododendron polylepis Franch.
- Rhododendron polytrichum W.P.Fang
- Rhododendron pomense Cowan & Davidian
- Rhododendron ponticum L.
- Rhododendron populare Cowan
- Rhododendron poremense J.J.Sm.
- Rhododendron porphyranthes Sleumer
- Rhododendron potaninii Batalin
- Rhododendron praestans Balf.f. & W.W.Sm.
- Rhododendron praeteritum Hutch.
- Rhododendron praetervisum Sleumer
- Rhododendron praevernum Hutch.
- Rhododendron prainianum Koord.
- Rhododendron prattii Franch.
- Rhododendron preptum Balf.f. & Forrest
- Rhododendron primuliflorum Bureau & Franch.
- Rhododendron principis Bureau & Franch.
- Rhododendron prinophyllum (Small) Millais
- Rhododendron proliferum Sleumer
- Rhododendron pronum Tagg & Forrest
- Rhododendron protandrum Sleumer
- Rhododendron proteoides Balf.f. & W.W.Sm.
- Rhododendron protistum Balf.f. & Forrest
- Rhododendron pruniflorum Hutch. & Kingdon-Ward
- Rhododendron prunifolium (Small) Millais
- Rhododendron przewalskii Maxim.
- Rhododendron × psammogenes Sleumer
- Rhododendron pseudobuxifolium Sleumer
- Rhododendron pseudochrysanthum Hayata
- Rhododendron pseudociliipes Cullen
- Rhododendron pseudomaddenii A.A.Mao & Bhaumik
- Rhododendron pseudotrichanthum Sleumer
- Rhododendron psilanthum Sleumer
- Rhododendron pubescens Balf.f. & Forrest
- Rhododendron pubicostatum T.L.Ming
- Rhododendron pubigermen J.J.Sm.
- Rhododendron pudiense Xiang Chen & Jia Y.Huang
- Rhododendron pudingense X.Y.Dai, C.H.Yang & Y.P.Ma
- Rhododendron pudorinum Sleumer
- Rhododendron pudorosum Cowan
- Rhododendron pugeense L.C.Hu
- Rhododendron pulchroides Chun & W.P.Fang
- Rhododendron × pulchrum Sweet
- Rhododendron pulleanum Koord.
- Rhododendron pumilum Hook.f.
- Rhododendron punctifolium L.C.Hu
- Rhododendron purdomii Rehder & E.H.Wilson
- Rhododendron purpureiflorum J.J.Sm.
- Rhododendron pusillum J.J.Sm.
- Rhododendron × pyrrhoanthum Balf.f.
- Rhododendron pyrrhophorum Sleumer

## Q
- Rhododendron qianyangense M.Y.He
- Rhododendron qiaojiaense L.M.Gao & D.Z.Li
- Rhododendron qinghaiense Ching ex W.Y.Wang
- Rhododendron quadrasianum S.Vidal
- Rhododendron quinquefolium Bisset & S.Moore

## R
- Rhododendron racemosum Franch.
- Rhododendron radendum W.P.Fang
- Rhododendron radians J.J.Sm.
- Rhododendron ramipilosum T.L.Ming
- Rhododendron ramsdenianum Cowan
- Rhododendron rappardii Sleumer

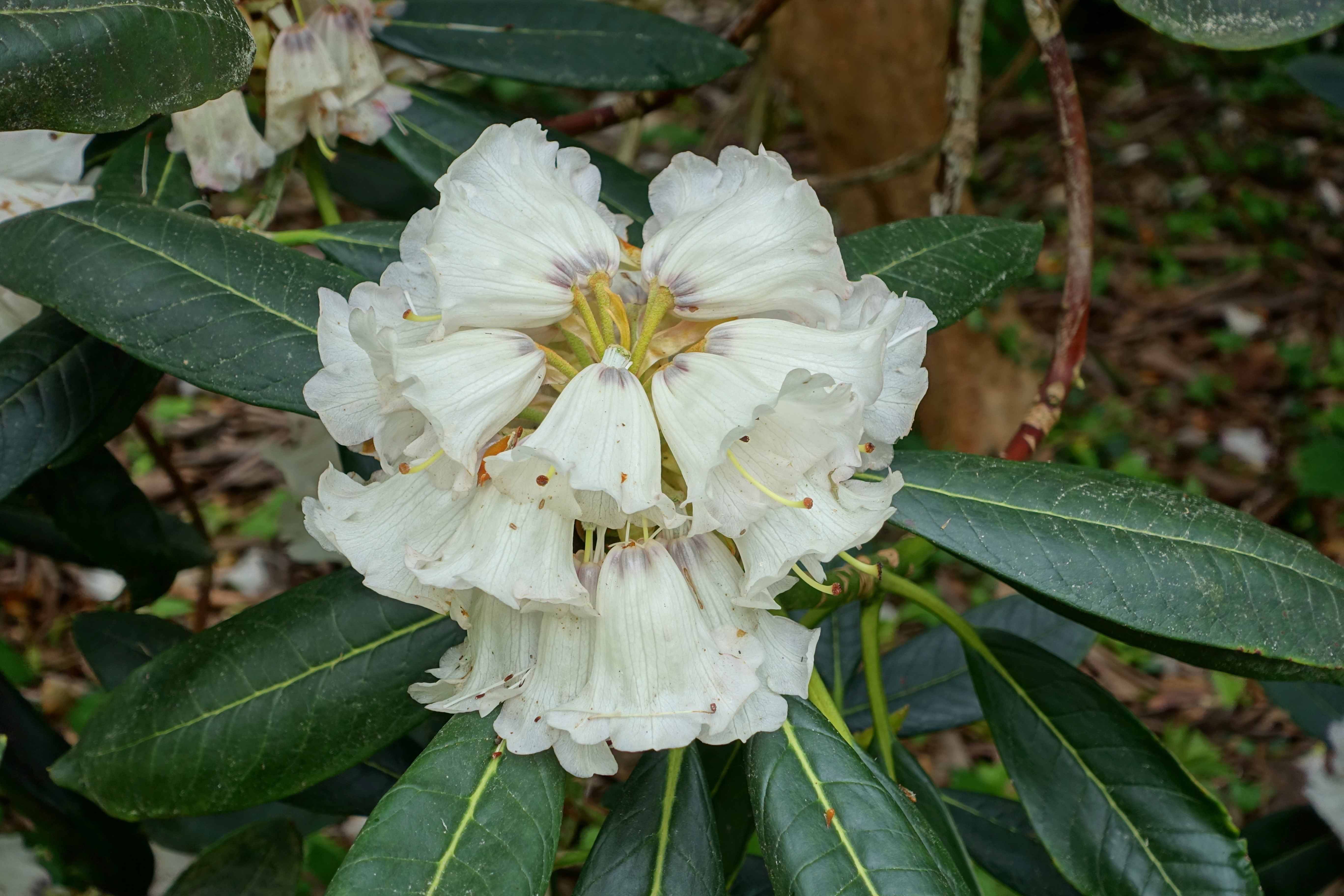
Rhododendron rex

- Rhododendron rarilepidotum J.J.Sm.
- Rhododendron rarum Schltr.
- Rhododendron rawatii I.D.Rai & B.S.Adhikari
- Rhododendron recurvoides Tagg & Kingdon-Ward
- Rhododendron redowskianum Maxim.
- Rhododendron renschianum Sleumer
- Rhododendron reticulatum D.Don ex G.Don
- Rhododendron retivenium Sleumer
- Rhododendron retrorsipilum Sleumer
- Rhododendron retusum (Blume) Benn.
- Rhododendron revolutum Sleumer
- Rhododendron rex H.Lév.
- Rhododendron reynosoi Argent
- Rhododendron rhodanthum M.Y.He
- Rhododendron rhodochroum Sleumer
- Rhododendron rhodoleucum Sleumer
- Rhododendron rhodosalpinx Sleumer
- Rhododendron rhodostomum Sleumer
- Rhododendron rhombifolium R.C.Fang
- Rhododendron rhuyuenense Chun ex P.C.Tam
- Rhododendron rigidum Franch.
- Rhododendron rimicola X.L.Tian, Y.P.Ma & J.Nielsen
- Rhododendron riparioides (Cullen) Cubey
- Rhododendron ripense Makino
- Rhododendron ripleyi Merr.
- Rhododendron ririei Hemsl. & E.H.Wilson
- Rhododendron rivulare Hand.-Mazz.
- Rhododendron robinsonii Ridl.
- Rhododendron roseatum Hutch.
- Rhododendron roseiflorum P.F.Stevens
- Rhododendron rosendahlii Sleumer
- Rhododendron rothschildii Davidian
- Rhododendron rousei Argent & Madulid
- Rhododendron roxieanum Forrest ex W.W.Sm.
- Rhododendron roxieoides D.F.Chamb.
- Rhododendron rubellum Sleumer
- Rhododendron rubiginosum Franch.
- Rhododendron rubineiflorum Craven
- Rhododendron rubrantherum Kingdon-Ward
- Rhododendron rubrobracteatum Sleumer
- Rhododendron rubropilosum Hayata
- Rhododendron rufescens Franch.
- Rhododendron rufohirtum Hand.-Mazz.
- Rhododendron rufum Batalin
- Rhododendron rugosum H.Low ex Hook.f.
- Rhododendron rupicola W.W.Sm.
- Rhododendron rupivalleculatum P.C.Tam
- Rhododendron rushforthii Argent & D.F.Chamb.
- Rhododendron russatum Balf.f. & Forrest
- Rhododendron ruttenii J.J.Sm.

## S
- Rhododendron sajanense Stepanov
- Rhododendron salicifolium Becc.
- Rhododendron saluenense Franch.
- Rhododendron sanctum Nakai
- Rhododendron sanguineum Franch.

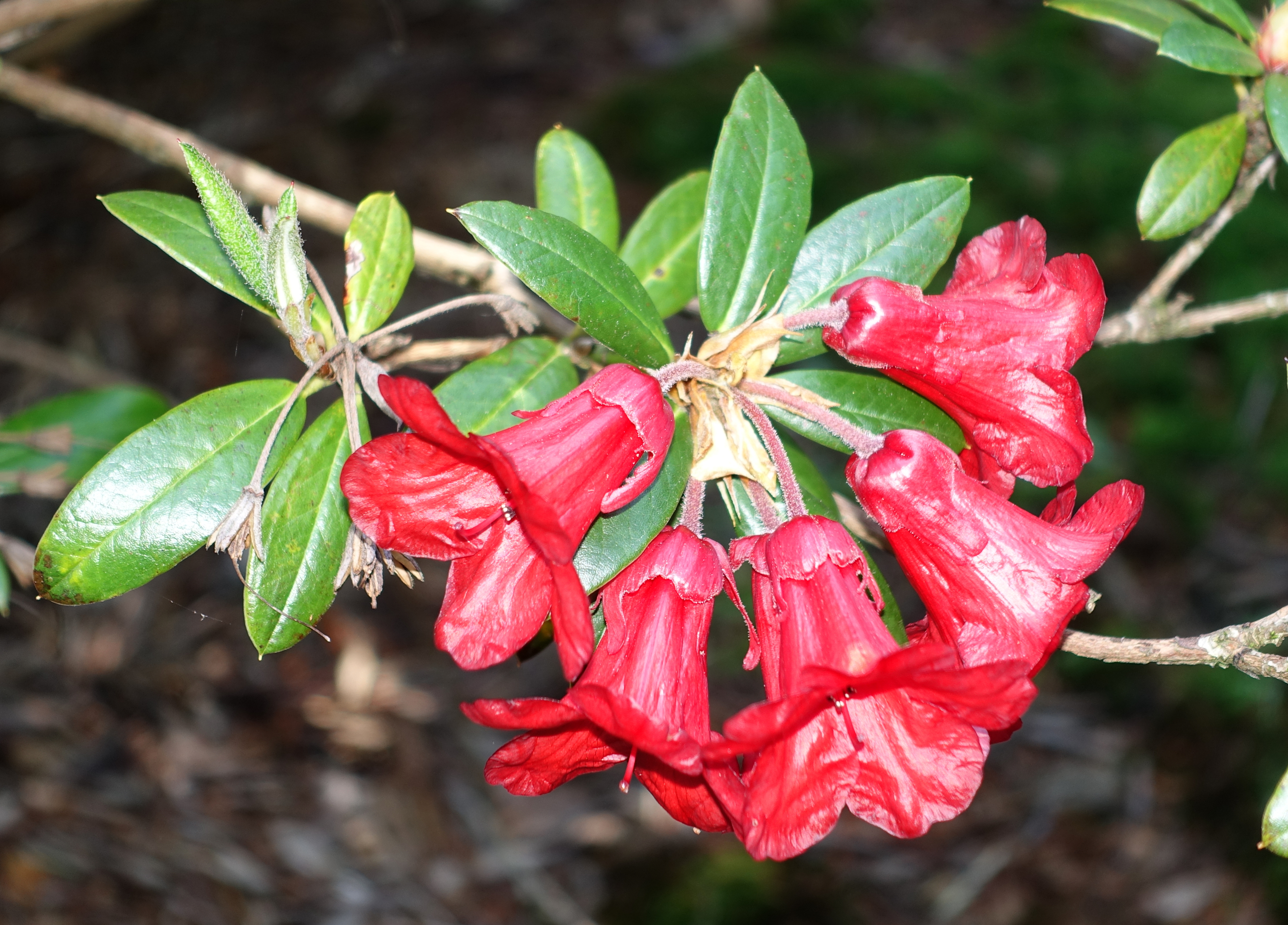
Rhododendron sanguineum

- Rhododendron santapaui Sastry, S.K.Kataki, Peter Cox, Patricia Cox & P.Hutchison
- Rhododendron × sarcodes Argent & Madulid
- Rhododendron sargentianum Rehder & E.H.Wilson
- Rhododendron × satsumense Hatus.
- Rhododendron saxatile B.Y.Ding & Y.Y.Fang
- Rhododendron saxicola Sleumer
- Rhododendron saxifragoides J.J.Sm.
- Rhododendron sayeri Sleumer
- Rhododendron scabridibracteum Sleumer
- Rhododendron scabrifolium Franch.
- Rhododendron scabrum G.Don
- Rhododendron scarlatinum Sleumer
- Rhododendron schistocalyx Balf.f. & Forrest
- Rhododendron schizostigma Sleumer
- Rhododendron schlechteri Lauterb.
- Rhododendron schlippenbachii Maxim.
- Rhododendron × schoddei Sleumer
- Rhododendron scopulorum Hutch.
- Rhododendron scopulum (G.Z.Li) G.Z.Li
- Rhododendron scortechinii King & Gamble
- Rhododendron searleanum Sleumer
- Rhododendron searsiae Rehder & E.H.Wilson
- Rhododendron seimundii J.J.Sm.
- Rhododendron seinghkuense Kingdon-Ward
- Rhododendron × sekimori Komatsu
- Rhododendron selense Franch.
- Rhododendron semibarbatum Maxim.
- Rhododendron semnoides Tagg & Forrest
- Rhododendron seniavinii Maxim.
- Rhododendron seranicum J.J.Sm.
- Rhododendron serotinum Hutch.
- Rhododendron serpyllifolium (A.Gray) Miq.
- Rhododendron serrulatum (Small) Millais
- Rhododendron sessilifolium J.J.Sm.
- Rhododendron setiferum Balf.f. & Forrest
- Rhododendron setosum D.Don
- Rhododendron shanii W.P.Fang
- Rhododendron shaoakouense S.S.Ying
- Rhododendron × sheilae Sleumer
- Rhododendron sherriffii Cowan
- Rhododendron shimenense Q.X.Liu & C.M.Zhang
- Rhododendron shimianense W.P.Fang & P.S.Liu
- Rhododendron shingbae C.S.Purohit & Ram.Kumar
- Rhododendron shweliense Balf.f. & Forrest
- Rhododendron sichotense Pojark.
- Rhododendron sidereum Balf.f.
- Rhododendron siderophyllum Franch.
- Rhododendron sikangense W.P.Fang
- Rhododendron sikayotaizanense Masam.
- Rhododendron × silvicola (Sleumer) Argent, A.Lamb, Phillipps & Collen.
- Rhododendron simiarum Hance
- Rhododendron simsii Planch.
- Rhododendron simulans J.J.Sm. ex Sleumer
- Rhododendron sinofalconeri Balf.f.
- Rhododendron sinogrande Balf.f. & W.W.Sm.
- Rhododendron × sinosimulans D.F.Chamb.
- Rhododendron siobriense Argent
- Rhododendron smirnowii Trautv. ex Regel
- Rhododendron smokianum Ralf Bauer & Albach
- Rhododendron × sochadzeae Kharadze & Davlian.
- Rhododendron sohayakiense Y.Watan. & T.Yukawa
- Rhododendron sojolense Argent
- Rhododendron solitarium Sleumer
- Rhododendron sophistarum Craven
- Rhododendron sororium Sleumer
- Rhododendron souliei Franch.
- Rhododendron spanotrichum Balf.f. & W.W.Sm.
- Rhododendron sparsifolium W.P.Fang
- Rhododendron spathulatum Ridl.
- Rhododendron sperabile Balf.f. & Farrer
- Rhododendron sperabiloides Tagg & Forrest
- Rhododendron sphaeroblastum Balf.f. & Forrest
- Rhododendron spiciferum Franch.
- Rhododendron spilotum Balf.f. & Farrer
- Rhododendron spinuliferum Franch.
- Rhododendron spondylophyllum F.Muell.
- Rhododendron stamineum Franch.
- Rhododendron stanleyi S.James & Argent
- Rhododendron stapfianum Hemsl. ex Prain
- Rhododendron starlingii Rushforth & N.T.T.Huong
- Rhododendron stelligerum Sleumer
- Rhododendron stenopetalum (R.Hogg) Mabb.
- Rhododendron stenophyllum Hook.f. ex Stapf
- Rhododendron stevensianum Sleumer
- Rhododendron stewartianum Diels
- Rhododendron stolleanum Schltr.
- Rhododendron stresemannii J.J.Sm.
- Rhododendron strigillosum Franch.
- Rhododendron strigosum R.L.Liu
- Rhododendron suaveolens Sleumer
- Rhododendron subansiriense D.F.Chamb. & Cox
- Rhododendron subcerinum P.C.Tam
- Rhododendron subcrenulatum Sleumer
- Rhododendron subenerve P.C.Tam
- Rhododendron subestipitatum P.C.Tam
- Rhododendron subflumineum P.C.Tam
- Rhododendron subpacificum Sleumer
- Rhododendron subroseum Xiang Chen & Jia Y.Huang
- Rhododendron subsessile Rendle
- Rhododendron subulatum (Nakai) Harmaja
- Rhododendron subuliferum Sleumer
- Rhododendron subulosum J.J.Sm. ex Sleumer
- Rhododendron succothii Davidian
- Rhododendron sugaui Argent
- Rhododendron sulfureum Franch.
- Rhododendron sumatranum Merr.
- Rhododendron suoilenhense D.F.Chamb., N.T.T.Huong & Rushforth
- Rhododendron superbum Sleumer
- Rhododendron sutchuenense Franch.
- Rhododendron syringoideum Sleumer

## T
- Rhododendron taggianum Hutch.

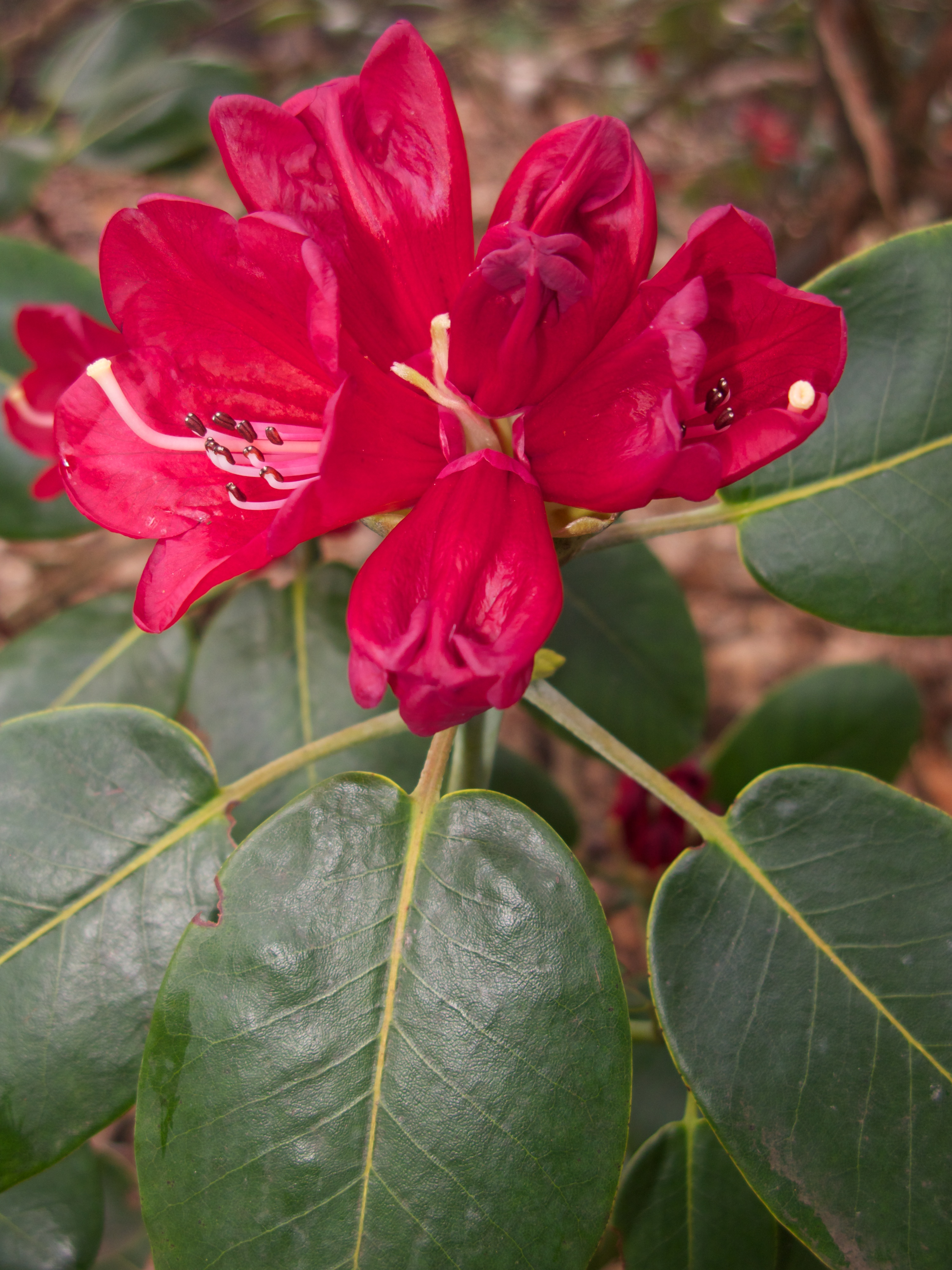
Rhododendron thomsonii

- Rhododendron taibaiense Ching & H.P.Yang
- Rhododendron taiense Hutch.
- Rhododendron taipaoense T.C.Wu & P.C.Tam
- Rhododendron taishunense B.Y.Ding & Y.Y.Fang
- Rhododendron taiwanalpinum Ohwi
- Rhododendron × takahashianum Sugim.
- Rhododendron takeuchii Argent
- Rhododendron taliense Franch.
- Rhododendron tanastylum Balf.f. & Kingdon-Ward
- Rhododendron tapetiforme Balf.f. & Kingdon-Ward
- Rhododendron taronense Hutch.
- Rhododendron tashiroi Maxim.
- Rhododendron tatsienense Franch.
- Rhododendron × tatuoi Nakai ex H.Hara
- Rhododendron taxifolium Merr.
- Rhododendron taxoides J.J.Sm.
- Rhododendron telmateium Balf.f. & W.W.Sm.
- Rhododendron temenium Balf.f. & Forrest
- Rhododendron tenuifolium R.C.Fang & S.H.Huang
- Rhododendron tenuilaminare P.C.Tam
- Rhododendron tephropeploides R.A.Baines & D.F.Chamb.
- Rhododendron tephropeplum Balf.f. & Farrer
- Rhododendron tetramerum (Makino) Nakai
- Rhododendron thaumasianthum Sleumer
- Rhododendron thayerianum Rehder & E.H.Wilson
- Rhododendron thomsonii Hook.f.
- Rhododendron thymifolium Maxim.
- Rhododendron tianlinense P.C.Tam
- Rhododendron tianmenshanense C.L.Peng & L.H.Yan
- Rhododendron tingwuense P.C.Tam
- Rhododendron tintinnabellum Danet
- Rhododendron titapuriense A.A.Mao, K.N.E.Cox & D.F.Chamb.
- Rhododendron tjiasmantoi Mustaqim, Mambrasar & Hutabarat
- Rhododendron tolmachevii Harmaja
- Rhododendron tomentosum Harmaja
- Rhododendron torajaense Craven
- Rhododendron torquescens D.F.Chamb.
- Rhododendron tosaense Makino
- Rhododendron toxopei J.J.Sm.
- Rhododendron traillianum Forrest & W.W.Sm.
- Rhododendron trancongii Argent & Rushforth
- Rhododendron × transiens Nakai
- Rhododendron trichanthum Rehder
- Rhododendron trichocladum Franch.
- Rhododendron trichogynum L.C.Hu
- Rhododendron × trichophorum Balf.f.
- Rhododendron trichostomum Franch.
- Rhododendron triflorum Hook.f.
- Rhododendron trilectorum Cowan
- Rhododendron trinerve Franch. ex H.Boissieu
- Rhododendron triumphans Yersin & A.Chev.
- Rhododendron truncatovarium L.M.Gao & D.Z.Li
- Rhododendron truncicola Sleumer
- Rhododendron tsaii W.P.Fang
- Rhododendron tsariense Cowan
- Rhododendron tschonoskii Maxim.
- Rhododendron tsinlingense W.P.Fang ex J.Q.Fu
- Rhododendron tsoi Merr.
- Rhododendron tsurugisanense (T.Yamaz.) T.Yamaz.
- Rhododendron tsusiophyllum Sugim.
- Rhododendron tuba Sleumer
- Rhododendron tuberculiferum J.J.Sm.
- Rhododendron tubiforme (Cowan & Davidian) Davidian
- Rhododendron tuhanense Argent & T.J.Barkman
- Rhododendron tutcherae Hemsl. & E.H.Wilson

## U
- Rhododendron ultimum Wernham
- Rhododendron unciferum P.C.Tam

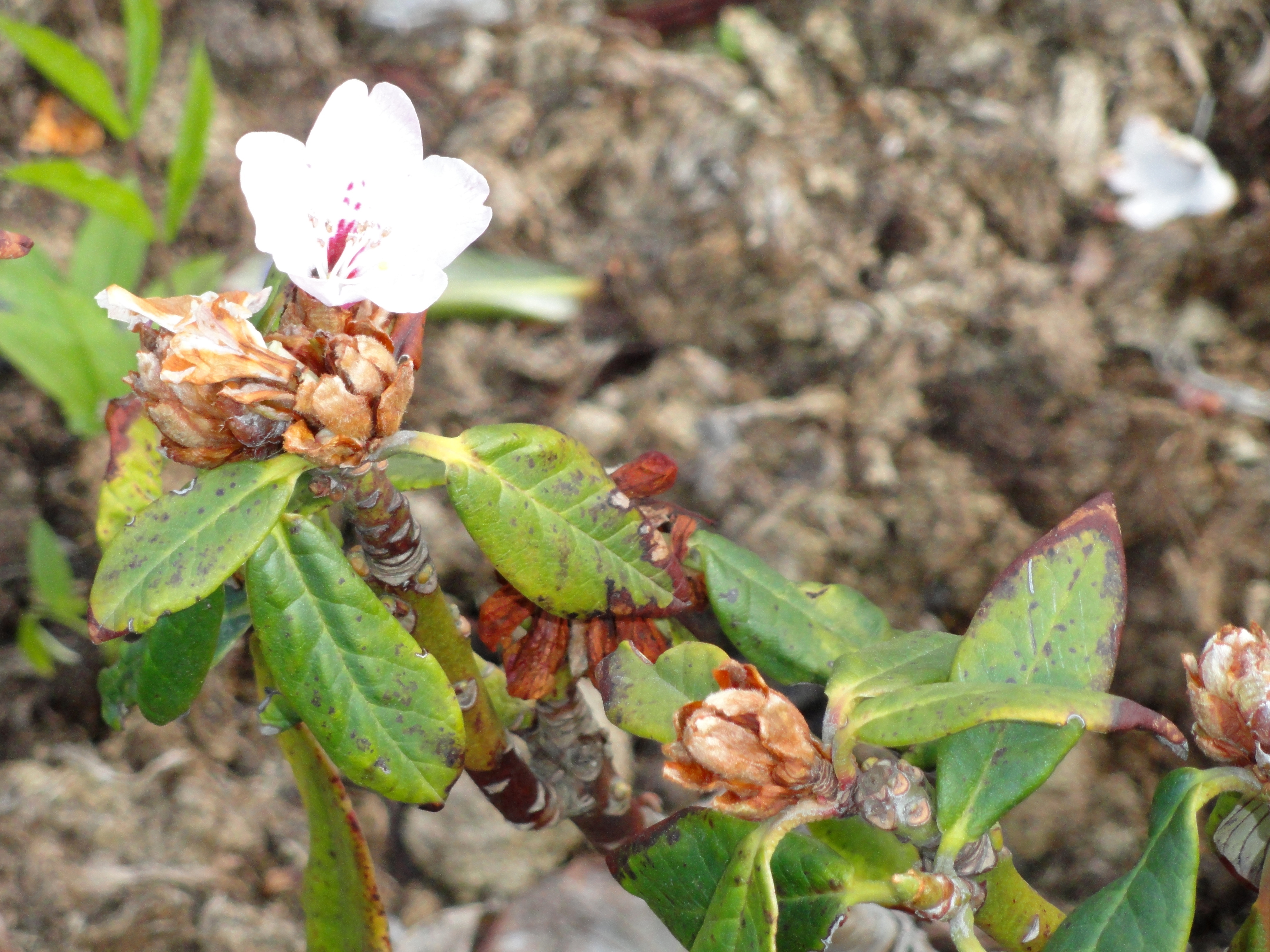
Rhododendron uvariifolium

- Rhododendron ungeonticum A.P.Khokhr. & Mazurenko
- Rhododendron ungernii Trautv. ex Regel
- Rhododendron uniflorum Hutch. & Kingdon-Ward
- Rhododendron urophyllum W.P.Fang
- Rhododendron uvariifolium Diels
- Rhododendron uwaense H.Hara & T.Yamanaka

## V
- Rhododendron vaccinioides Hook.f.

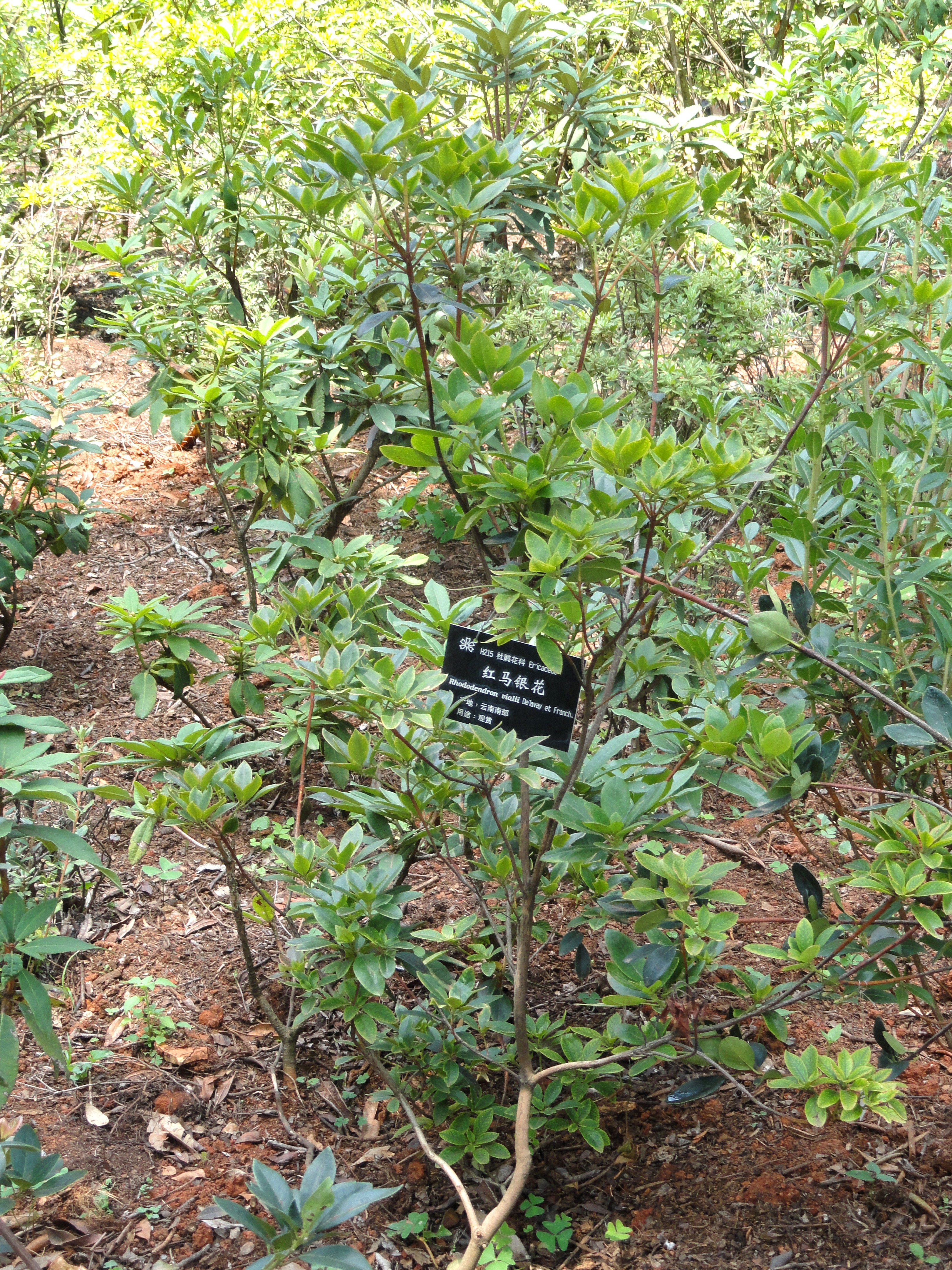
Rhododendron vialii

- Rhododendron valentinianum Forrest ex Hutch.
- Rhododendron vanderbiltianum Merr.
- Rhododendron × vanhoeffenii Abrom.
- Rhododendron vaniotii H.Lév.
- Rhododendron vanvuurenii J.J.Sm.
- Rhododendron × variolosum Becc.
- Rhododendron vaseyi A.Gray
- Rhododendron veitchianum Hook.
- Rhododendron vellereum Hutch. ex Tagg
- Rhododendron venator Tagg ex L.Rothsch.
- Rhododendron vernicosum Franch.
- Rhododendron verruciferum W.K.Hu
- Rhododendron × verruculosum Rehder & E.H.Wilson
- Rhododendron versteegii J.J.Sm.
- Rhododendron verticillatum H.Low ex Lindl.
- Rhododendron vesiculiferum Tagg
- Rhododendron vialii Delavay & Franch.
- Rhododendron vidalii Rolfe
- Rhododendron villosulum J.J.Sm.
- Rhododendron vinicolor Sleumer
- Rhododendron vinkii Sleumer
- Rhododendron virgatum Hook.f.
- Rhododendron viridescens Hutch.
- Rhododendron viriosum Craven
- Rhododendron viscidifolium Davidian
- Rhododendron viscidum C.Z.Guo & Z.H.Liu
- Rhododendron viscigemmatum P.C.Tam
- Rhododendron viscistylum Nakai
- Rhododendron viscosum (L.) Torr.
- Rhododendron vitis-idaea Sleumer

## W
- Rhododendron wadanum Makino

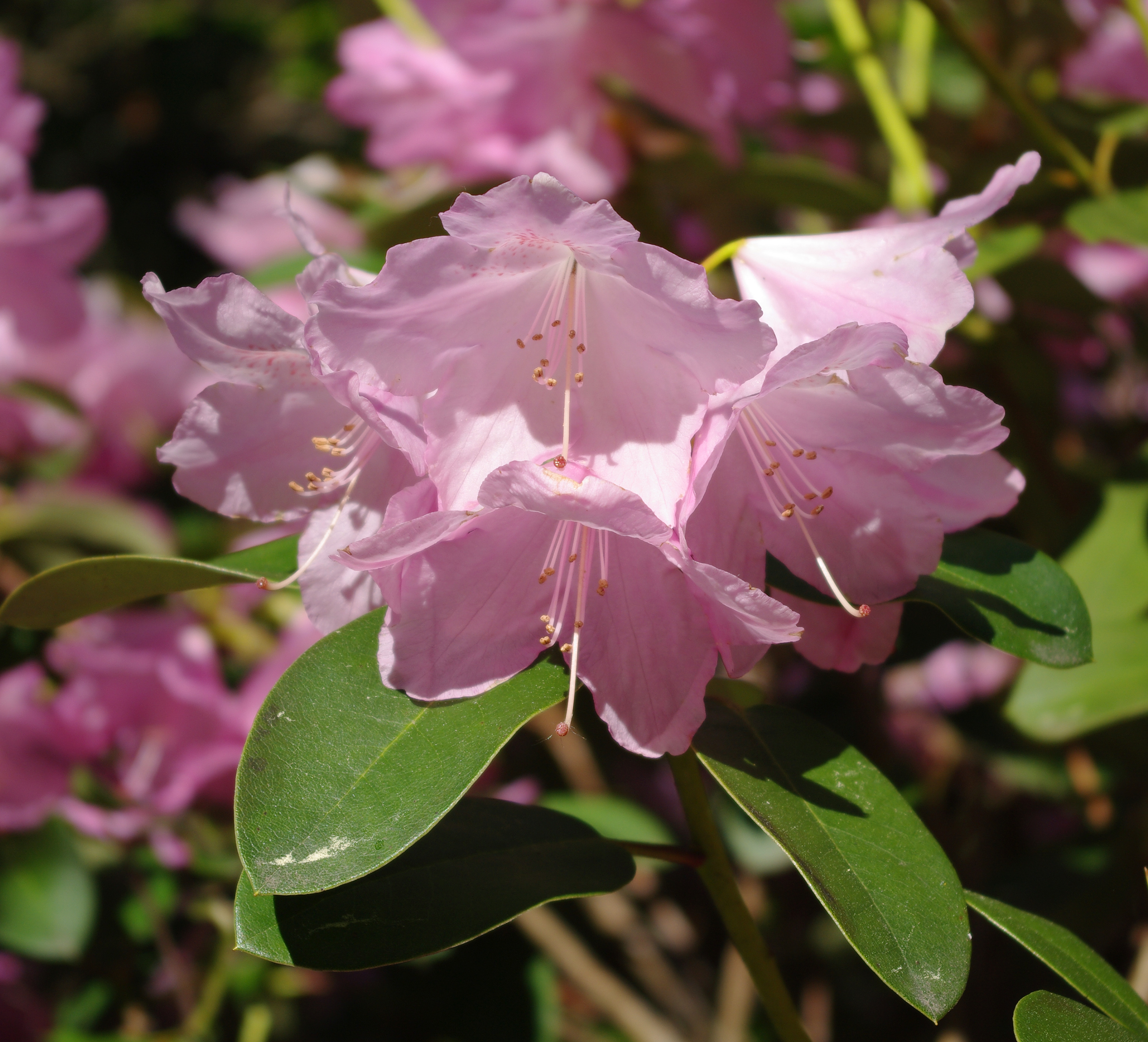
Rhododendron williamsianum

- Rhododendron walongense Kingdon-Ward
- Rhododendron wardii W.W.Sm.
- Rhododendron wasonii Hemsl. & E.H.Wilson
- Rhododendron watsonii Hemsl. & E.H.Wilson
- Rhododendron wattii Cowan
- Rhododendron websterianum Rehder & E.H.Wilson
- Rhododendron × welleslyanum Waterer exRehder
- Rhododendron wentianum Koord.
- Rhododendron westlandii Hemsl.
- Rhododendron weyrichii Maxim.
- Rhododendron whiteheadii Rendle
- Rhododendron widjajae Argent & Mambrasar
- Rhododendron wightii Hook.f.
- Rhododendron × wilhelminae Hochr.
- Rhododendron wilkiei Argent
- Rhododendron williamsianum Rehder & E.H.Wilson
- Rhododendron williamsii Merr. ex H.F.Copel.
- Rhododendron wiltonii Hemsl. & E.H.Wilson
- Rhododendron wolongense W.K.Hu
- Rhododendron womersleyi Sleumer
- Rhododendron wongii Hemsl. & E.H.Wilson
- Rhododendron wrayi King & Gamble
- Rhododendron wrightianum Koord.
- Rhododendron wumingense W.P.Fang
- Rhododendron wuyishanicum L.K.Ling

## X

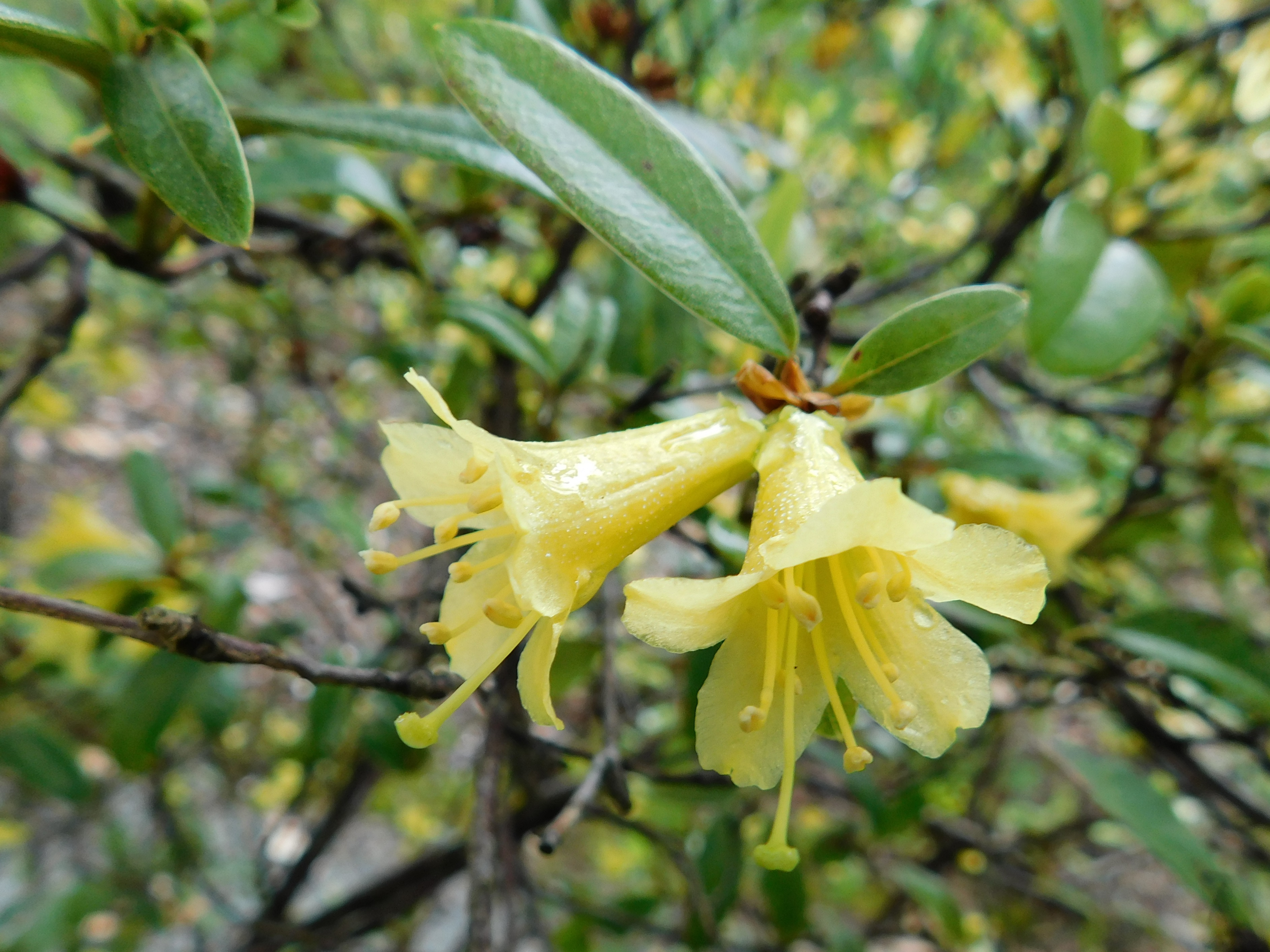
Rhododendron xanthostephanum

- Rhododendron × xanthanthum (Tagg & Forrest) D.F.Chamb.
- Rhododendron xanthopetalum Merr.
- Rhododendron xanthostephanum Merr.
- Rhododendron xenium Gill.K.Br. & Craven
- Rhododendron xiangganense X.F.Jin & B.Y.Ding
- Rhododendron xiaoxidongense W.K.Hu
- Rhododendron xiaoxueshanense R.L.Liao & Y.P.Ma
- Rhododendron xichangense Z.J.Zhao
- Rhododendron xiguense Ching & H.P.Yang
- Rhododendron xishuiense C.H.Yang & C.D.Yang

## Y
- Rhododendron yakuinsulare Masam.

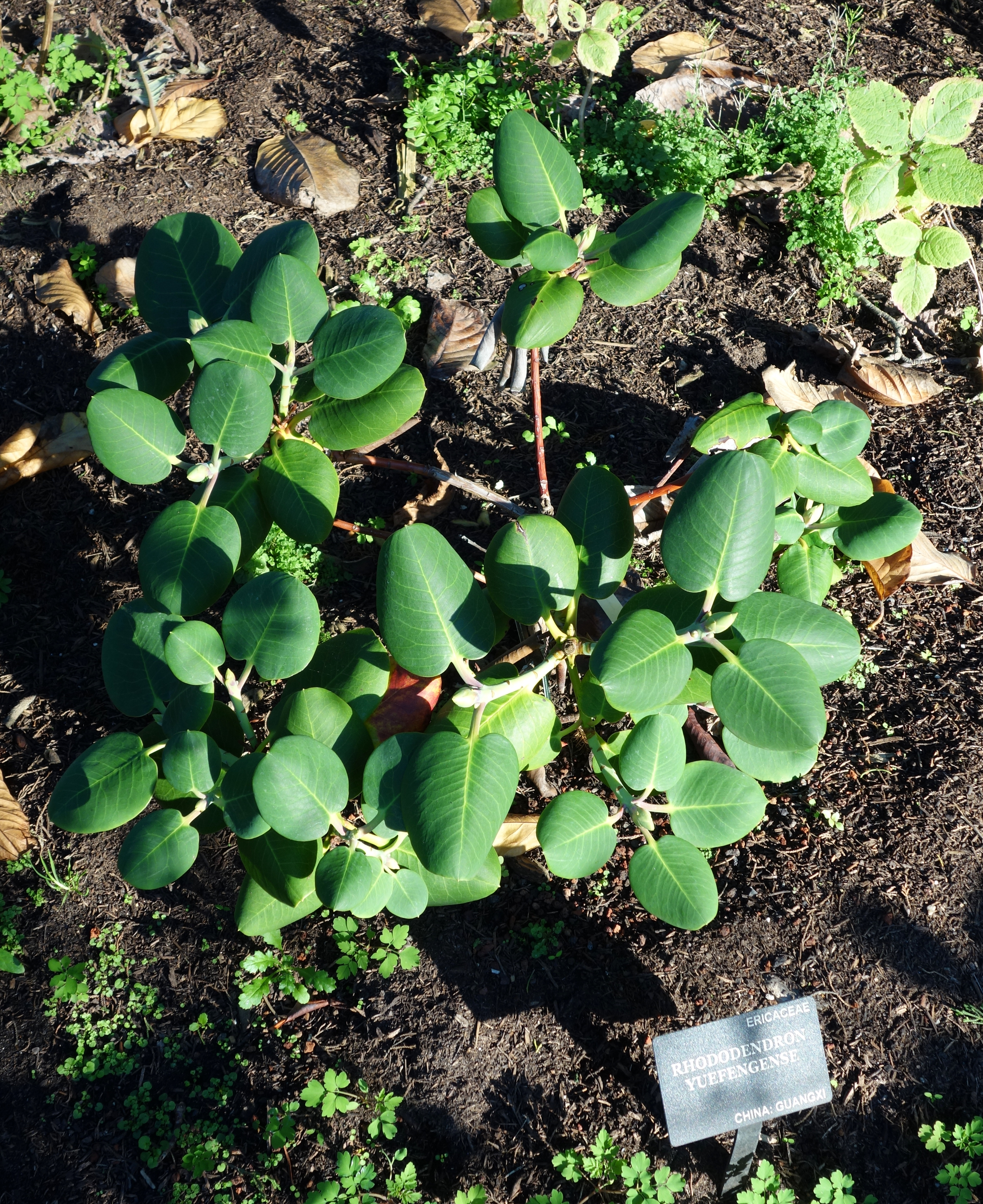
Rhododendron yuefengense

- Rhododendron yakumontanum (T.Yamaz.) T.Yamaz.
- Rhododendron yakushimanum Nakai
- Rhododendron yakushimense (M.Tash. & H.Hatta) Craven
- Rhododendron yangmingshanense P.C.Tam
- Rhododendron yaogangxianense Q.X.Liu
- Rhododendron yaoshanense L.M.Gao & S.D.Zhang
- Rhododendron yaoshanicum W.P.Fang & M.Y.He
- Rhododendron yedoense Maxim. ex Regel
- Rhododendron yelliottii Warb.
- Rhododendron yizhangense Q.X.Liu
- Rhododendron yongii Argent
- Rhododendron yungchangense Cullen
- Rhododendron yungningense Balf.f. ex Hutch.
- Rhododendron yunnanense Franch.
- Rhododendron yunyianum X.F.Jin & B.Y.Ding
- Rhododendron yushuense Z.J.Zhao

## Z

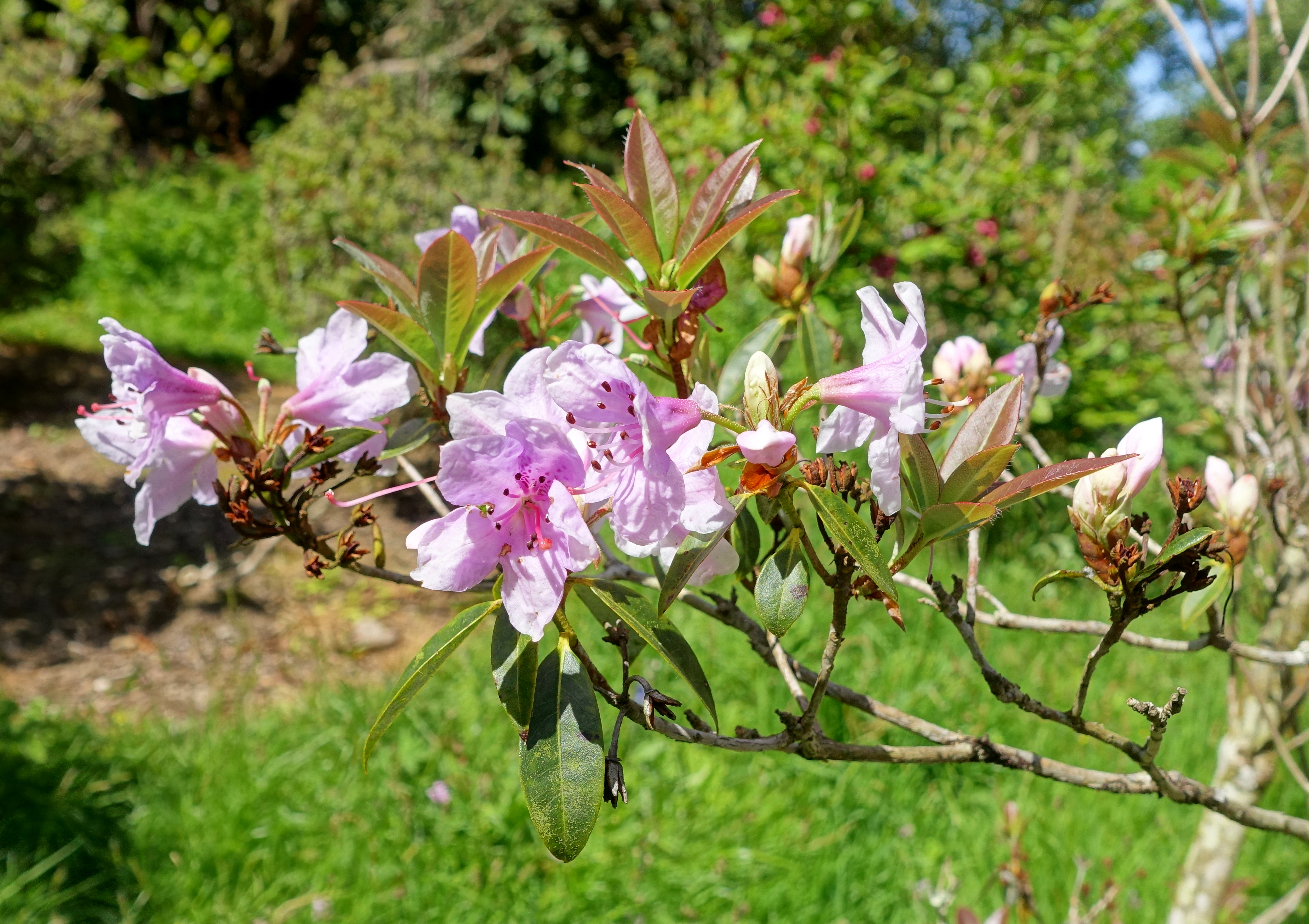
Rhododendron zaleucum

- Rhododendron zaleucum Balf.f. & W.W.Sm.
- Rhododendron zekoense Y.D.Sun & Z.J.Zhao
- Rhododendron zhangjiajieense C.L.Peng & L.H.Yan
- Rhododendron zheguense Ching & H.P.Yang
- Rhododendron zhongdianense L.C.Hu
- Rhododendron ziyuanense P.C.Tam
- Rhododendron zoelleri Warb.
- Rhododendron zollingeri J.J.Sm.